# Soudal Quick-Step
Das Soudal Quick-Step ist ein belgisches Radsportteam mit Sitz in Luxemburg, das im Jahr 2003 unter dem Namen Quick Step-Davitamon von dem Langzeitteamchef Patrick Lefevere gegründet wurde. Seit 2017 trägt das Team den Spitznamen „The Wolfpack“.
Die belgische Mannschaft galt lange Zeit als stärkste Kraft bei den großen Eintagesrennen und erzielte mit Fahrern wie Tom Boonen, Paolo Bettini, Philippe Gilbert und Julian Alaphilippe zahlreiche Siege bei Paris–Roubaix (2005, 2008, 2009, 2012, 2014, 2019), der Flandern-Rundfahrt (2005, 2006, 2008, 2009, 2012, 2017, 2018, 2021), Mailand–Sanremo (2003, 2006, 2019), Lüttich–Bastogne–Lüttich (2018, 2022, 2023) und der Lombardei-Rundfahrt (2005, 2006). In der näheren Vergangenheit formierte sich die Mannschaft jedoch zusehends um den Belgier Remco Evenepoel der bei der Vuelta a España 2022 für den ersten Grand-Tour-Gesamtsieg des Teams sorgte.
Weiters führte die Mannschaft in den Jahren 2018, 2019 und 2021 das UCI-Team-Ranking an und konnte zwischen 2012 und 2021 jeweils die meisten Erfolge einfahren. Das bislang erfolgreichste Jahr stellte die Saison 2018 dar, als das belgische Team insgesamt 73 Siege feierte.

## Organisation
Die belgische Mannschaft wird von der luxemburgischen Gesellschaft Decolef lux SARL betrieben, wobei der tschechische Unternehmer Zdeněk Bakala und der niederländische Geschäftsmann Bessel Kok seit November 2010 die Mehrheit der Geschäftsanteile halten und so für eine Liquiditätsgarantie der Mannschaft sorgen. Als CEO der Mannschaft fungierte bis ins Jahr 2024 der frühere Radsportler und spätere Teamchef Patrick Lefevere, der das Team im Jahr 2003 gründete, indem er die Mannschaften Mapei und Domo-Farm Frites vereinte. Die damalige Betreibergesellschaft Esperanza bvba wurde später von der Decolef lux SARL übernommen. Nachdem er die Mannschaft für 21 Jahre geführt hatte, gab Patrick Lefevere im Vorfeld der Saison 2025 seinen Posten als CEO an den Belgier Jürgen Foré ab, der ihn im Jahr 2024 als COO unterstützt hatte. Der Langzeitteamchef wechselte nun als Ehrenmitglied in den Vorstand, in dem er gemeinsam mit Zdeněk Bakala und Auret Van Zyl weiterhin die Geschicke der Mannschaft führt.
Die Mannschaft erhielt im Jahr 2005 eine Lizenz als UCI ProTeam und zählt seit 2015 zu den nachfolgenden UCI WorldTeams. Seit der Gründung im Jahr 2003 dient Quick-Step, eine Marke für Bodenbeläge der Unilin BVBA aus Wielsbeke, durchgehend als Namensgeber, während die Co-Sponsoren der Mannschaft im Verlauf der Saisonen öfters wechselten. Der aktuelle Co-Sponsor, Soudal, ist ein Hersteller von Kleb- und Dichtstoffen.
Am 8. Juni 2008 verließ Quick Step vorübergehend die Vereinigung der Profimannschaften AIGCP. Begründet wurde dieser Schritt durch die massiven Unterschiede bezüglich Budgets und Standards zwischen den Profiteams. Aktuell ist das Team jedoch Mitglied der AIGCP.
Mit Ablauf der Saison 2011 wurde das Team mit dem Team Omega Pharma-Lotto fusioniert, wobei es ursprünglich hieß, dass die Betreiberfirma von Omega Pharma-Lotto, Belgian Cycling Company sa, das Management des gemeinsamen Teams übernehmen würde. Allerdings übernahm das gemeinsame Team nicht nur den Großteil der Fahrer und des Personals des Quick Step Cycling Teams, sondern firmierte auch unter der Adresse des Betreibers Esperanza bvba. Zu Beginn der Saison 2014 verlegte Patrick Lefevere die Betreibergesellschaft unter dem Namen Decolef lux sarl nach Luxemburg. Im Herbst 2023 wurden Pläne bekannt, die Mannschaft mit Beginn der Saison 2024 mit dem niederländischen Team Jumbo-Visma zu fusionieren. Nach einigen Tagen wurde die Fusion abgesagt. Lefevere und Bakala einigten sich darauf, das Soudal Quick Step-Team noch zwei weitere Jahre zu betreiben.

## Geschichte
Die belgische Quick-Step-Mannschaft gilt als Nachfolger des italienischen Mapei-Teams. Gegründet wurde die Mannschaft im Jahr 2003 von Patrick Lefevere, wobei er die beiden Teams Mapei und Domo-Farm Frites unter dem Hauptsponsor Quick-Step vereinte. Bereits im Jahr 1995 war Patrick Lefevere für das Mapei-Team tätig, ehe er mit der Saison 1998 den Italiener Giuseppe Saronni als Teamchef ersetzte. Zugleich lukrierte er damals mit Quick-Step einen neuen Co-Sponsor. Dieser blieb fixer Bestandteil des Teams, ehe sich Mapei nach der Saison 2002 aufgrund von anhaltender Dopingskandale aus dem Radsport zurückzog. Patrick Lefevere hatte unterdessen im Jahr 2001 das Team Domo-Farm Frites gegründet, das um den belgischen Kern der Mapei-Mannschaft aufgebaut worden war.

### Quickstep-Davitamon (2003–2004)

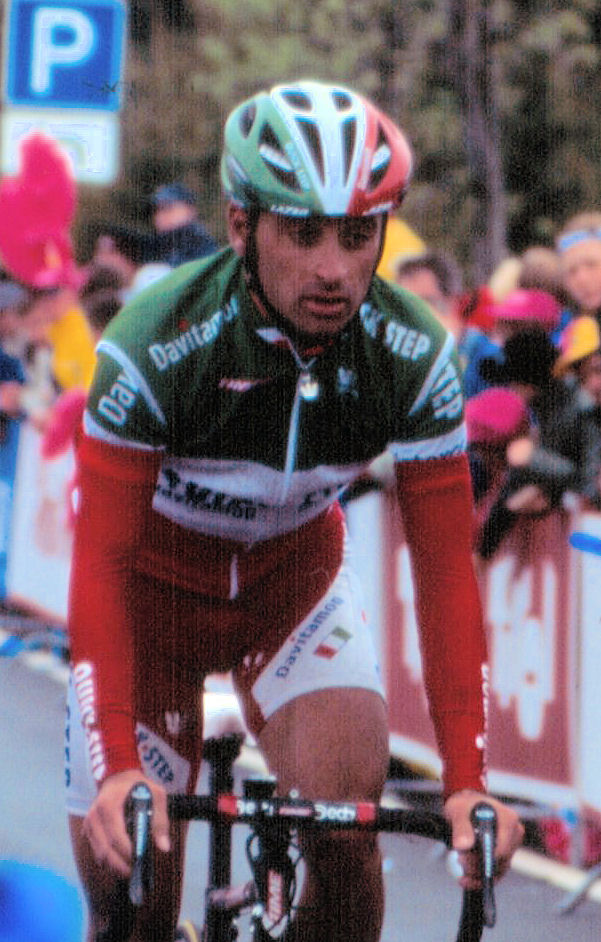
Paolo Bettini sorgte für die ersten großen Erfolge der Mannschaft. Er gewann Mailand–Sanremo 2003 und wird 2004 Olympiasieger.

In ihrer ersten Saison fuhr die neugegründete Mannschaft unter dem Namen Quickstep-Davitamon. Von den 25 Fahrern stammten jeweils zehn aus den Teams Mapei und Domo-Farm Frites. Neu hinzu kam der damals 22-jährige Tom Boonen, der in seiner ersten Saison als Radprofi für das US Postal Team als Dritter auf dem Podium von Paris–Roubaix gestanden war. Als Kapitäne galten die Belgier Johan Museeuw und Frank Vandenbroucke, sowie der Italiener Paolo Bettini, die damals zu den besten Klassiker-Fahrern zählten. Weitere bekannte Fahrer waren der Franzose Richard Virenque, der die Bergwertung der Tour de France zu diesem Zeitpunkt bereits fünf Mal für sich entschieden hatte und der erst 23-jährige Michael Rogers. Für den ersten Saisonsieg des Quickstep-Davitamon sorgte der Belgier Servais Knaven als er bereits im Februar eine Etappe der Katar-Rundfahrt für sich entschied. Im Anschluss folgte der erste große Erfolg durch Johan Museeuw beim Omloop Het Volk, ehe Paolo Bettini mit Mailand–Sanremo eines der fünf Monumente des Radsports gewann. Im weiteren Saisonverlauf triumphierte der Italiener auch bei den Hamburger Cyclassics und der Clásica San Sebastián und gewann die vorletzte Austragung des UCI-Straßenradsport-Weltcups. Johan Museeuw und Tom Boonen blieben bei den Kopfsteinpflaster-Klassikern großteils hinter ihren Erwartungen zurück, wobei Frank Vandenbroucke als Zweiter auf dem Podium der Flandern-Rundfahrt stand. Bei der Tour de France waren Servais Knaven und Richard Virenque mit jeweils einem Etappensieg erfolgreich, wobei letzterer zum sechsten Mal die Bergwertung gewann. Für Aufsehen sorgte auch der junge Michael Rogers, der fünf der 19 Saisonsiege beisteuerte und am Ende des Jahres im kanadischen Hamilton Einzelzeitfahrweltmeister wurde, nachdem der Titel dem des Doping überführten David Millar aberkannt worden war.
Bereits nach einer Saison verließ Frank Vandenbroucke die Quickstep-Davitamon-Mannschaft wegen Streitigkeiten mit Patrick Lefevre. Johan Museeuw bestritt seine letzte Klassiker-Saison, ehe er seine Karriere nach dem Frühjahr beendete. Bei Paris-Roubaix bestritt er sein Vorletztes Rennen, wobei er in aussichtsreicher Position liegend kurz vor dem Ziel wegen eines Platten aus der Spitzengruppe zurückfiel. In seiner Zeit bei der Quick-Step-Mannschaft diente er zudem als Mentor für Tom Boonen, der im Frühjahr 2004 den E3-Preis, Gent–Wevelgem und den Scheldeprijs gewann. Insgesamt war Tom Boonen im Jahr 2004 19-mal erfolgreich. Bei seinem Tour-de-France-Debüt gewann er zwei Etappen, wobei er auch den abschließenden Sprint auf der Champs Élysées für sich entschied. Zwei weitere Tour-de-France-Etappensiege steuerten Richard Virenque und Juan Miguel Mercado bei, wobei ersterer zum siebten Mal die Bergwertung der Tour de France für sich entschied. Paolo Bettini gewann neben Tirreno–Adriatico auch die letzte Austragung des UCI-Straßenradsport-Weltcups und krönte sich im Straßenrennen von Athen zum Olympiasieger. Der Australier Michael Rogers verteidigte am Ende der Saison seinen Weltmeistertitel im Einzelzeitfahren.

### Quickstep-Innergetic (2005–2010)

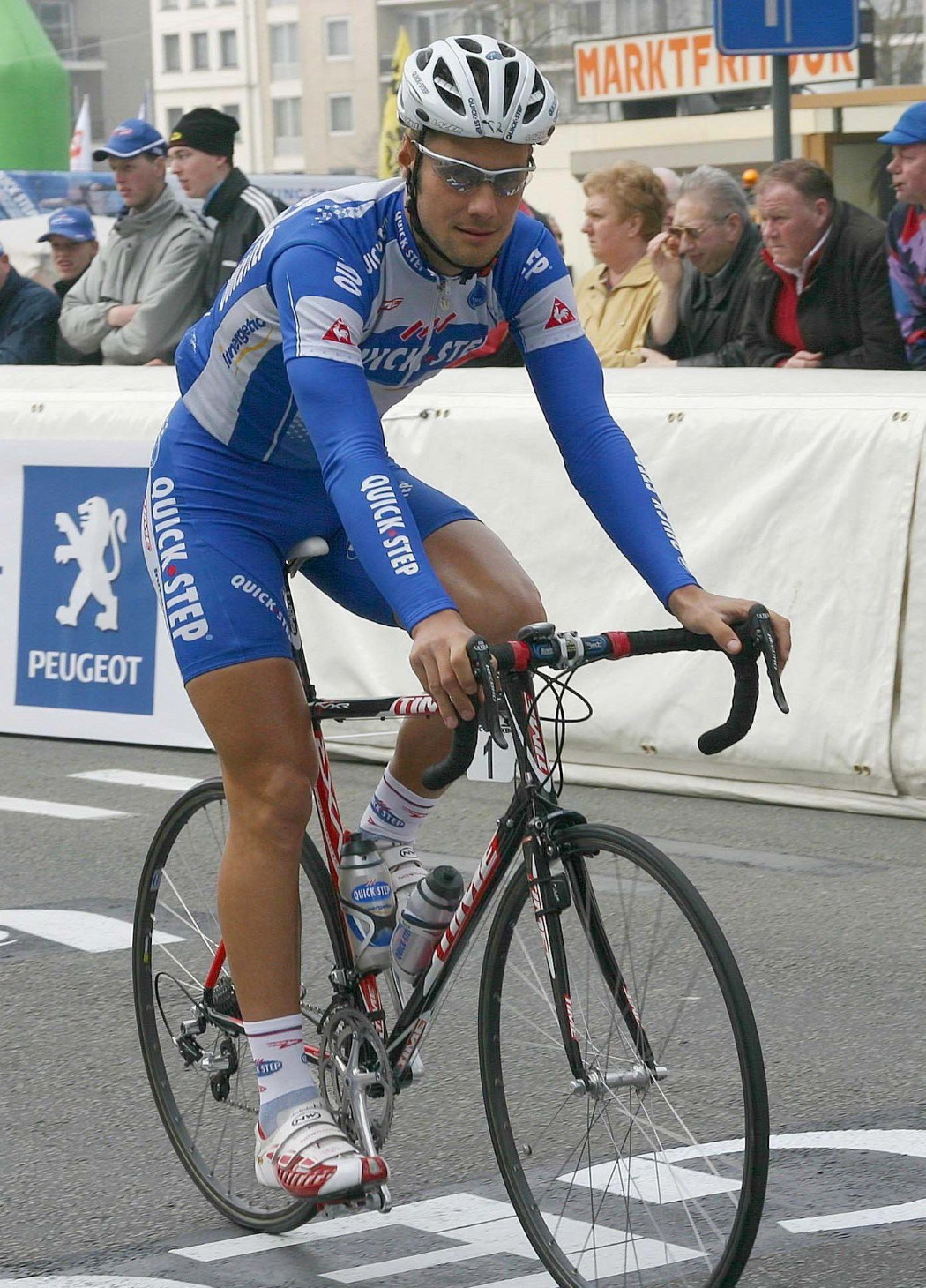
Im Jahr 2005 gewinnt Tom Boonen die Flandern-Rundfahrt und Paris–Roubaix.

Mit dem Jahr 2005 ging die belgische Mannschaft unter dem Namen Quickstep-Innergetic als eines von 20 UCI ProTeams an den Start und war somit bei allen Wettbewerben der UCI ProTour startberechtigt. Neben Johan Museeuw beendete auch Richard Virenque seine Karriere, womit das Team zwei Leistungsträger verlor. Neu hinzu kamen namhafte Fahrer wie Filippo Pozzatto und Rik Verbrugghe. Die Mannschaft fokussierte sich somit weiterhin vorrangig auf die Klassiker und großen Eintagesrennen. Beim Omloop Het Volk feierte das Quickstep-Innergetic-Team einen Doppelsieg, wobei sich Nick Nuyens als Solist vor Tom Boonen durchsetzte, der den Sprint um den zweiten Rang gewann. Im weiteren Saisonverlauf stieg Tom Boonen zum Dominator bei den Kopfsteinpflaster-Klassikern auf und gewann zunächst den E3 Prijs Vlaanderen, ehe er sowohl die Flandern-Rundfahrt als auch Paris–Roubaix für sich entschied. Tom Boonen war somit erst der neunte Fahrer, der die beiden Monumente des Radsports in einem Jahr gewinnen konnte. Im Anschluss sicherte er sich auch die Gesamtwertung der Belgien-Rundfahrt und war auf zwei Etappen der Tour de France erfolgreich, die er jedoch auf der 11. Etappe als Träger des Grünen Trikot wegen Sturzverletzungen nicht in Angriff nahm. Durch Paolo Bettini war die Mannschaft erstmals auch bei den anderen beiden Grand Tours, dem Giro d’Italia und der Vuelta a España erfolgreich, da der zwischenzeitlich 31-jährige Italiener bei beiden Rundfahrten jeweils eine Etappe gewinnen konnte. Weiters führte er den Giro d’Italia für insgesamt vier Tage an, womit die Mannschaft erstmals ein Führungstrikot bei den großen Landesrundfahrten in ihren Reihen hatte. Am Ende der Saison folgten weitere Erfolge in der neugeschaffenen UCI ProTour. Filippo Pozzatto gewann die Hamburger Cyclassics, ehe Paolo Bettini Züri-Metzgete und die Lombardei-Rundfahrt für sich entschied. Die Mannschaft stellte somit in der Saison 2005 drei der fünf Sieger bei den Monumenten des Radsports. In der Gesamtwertung der UCI ProTour belegte die Quickstep-Innergetic-Mannschaft trotz ihrer 35 Saisonsiege nur den zwölften Rang, wobei sich Tom Boonen in der Einzelwertung nur dem Italiener Danilo Di Luca geschlagen geben musste. Für einen gebührenden Saisonabschluss sorgten Tom Boonen und Michael Rogers, als sie sich in Madrid zu den Weltmeistern im Straßenrennen bzw. Einzelzeitfahren krönten. Da Michael Rodgers die Mannschaft mit Saisonende verließ, hatte das Team mit Tom Boonen nur einen Träger des Regenbogentrikots in ihren Reihen.

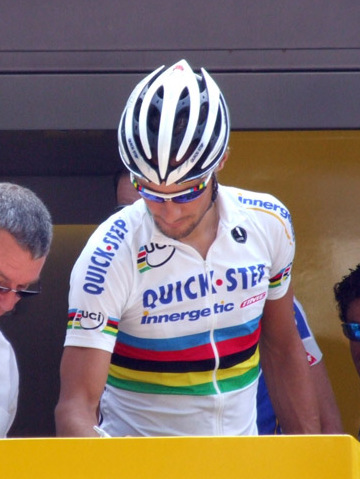
Tom Boonen im Regenbogentrikot

Im Vorfeld der Saison 2006 verließen zwölf Fahrer das Quickstep-Innergetic-Team. Mit Steven de Jongh sicherte man sich einen weiteren Klassiker-Spezialisten, während der bereits 29-jährige Juan Manuel Gárate als erfahrener Gesamtklassement-Fahrer geholt wurde. Bereits im Frühjahr konnte die Mannschaft zahlreiche Erfolge einfahren. Tom Boonen startete bei der Katar-Rundfahrt als Weltmeister in die Saison und gewann neben der Gesamtwertung vier der fünf Etappen. Im Anschluss sorgten der Belgier und Paolo Bettini für mehrere Etappensiege bei Paris–Nizza und Tirreno–Adriatico, während Nick Nuyens mit Kuurne–Brüssel–Kuurne ein großes belgisches Eintagesrennen gewann. Im März gewann Filippo Pozzato mit Mailand–Sanremo das erste Monument der Saison, ehe Tom Boonen wenige Wochen später seinen Vorjahressieg bei der Flandern-Rundfahrt wiederholte. Im Anschluss musste sich der Belgier bei Paris–Roubaix nur dem Schweizer Fabian Cancellara geschlagen geben, der neben Tom Boonen zum zweiten Dominator bei den Klassikern aufstieg. Neben seinem zweiten Sieg bei der Flandern-Rundfahrt war Tom Boonen im Jahr 2006 auch beim E3 Prijs Vlaanderen und dem Scheldeprijs erfolgreich. Bei der Tour de France übernahm er auf der 3. Etappe das Gelbe Trikot, das er im Anschluss für vier Tage trug. Wie bereits im Vorjahr gab er die Frankreich-Rundfahrt jedoch vorzeitig auf, wobei er vor der 15. Etappe in aussichtsreicher Position im Kampf um die Punktewertung lag. Für den einzigen Tour-de-France-Etappensieg sorgte der Neuzugang Matteo Tosatto, der die 18. Etappe aus einer Ausreißergruppe gewann. Beim Giro d’Italia sorgten Paolo Bettini und Juan Manuel Gárate für jeweils einen Etappensieg, wobei letzterer die Bergwertung für sich entschied und als Gesamtsiebter das erste Top 10 Resultat bei einer Grand Tour für die belgische Mannschaft einfuhr. Bei der Vuelta a España war es erneut Paolo Bettini, der einen weiteren Etappensieg holte. Die Höhepunkte des Italieners folgten jedoch am Ende der Saison, als er zunächst Weltmeister im Straßenrennen von Salzburg wurde und wenige Tage später mit der Lombardei-Rundfahrt ein drittes Monument für die Mannschaft gewann. Mit 43 Saisonsiegen zählte das Quickstep-Innergetic-Team erneut zu den erfolgreichsten Mannschaften.

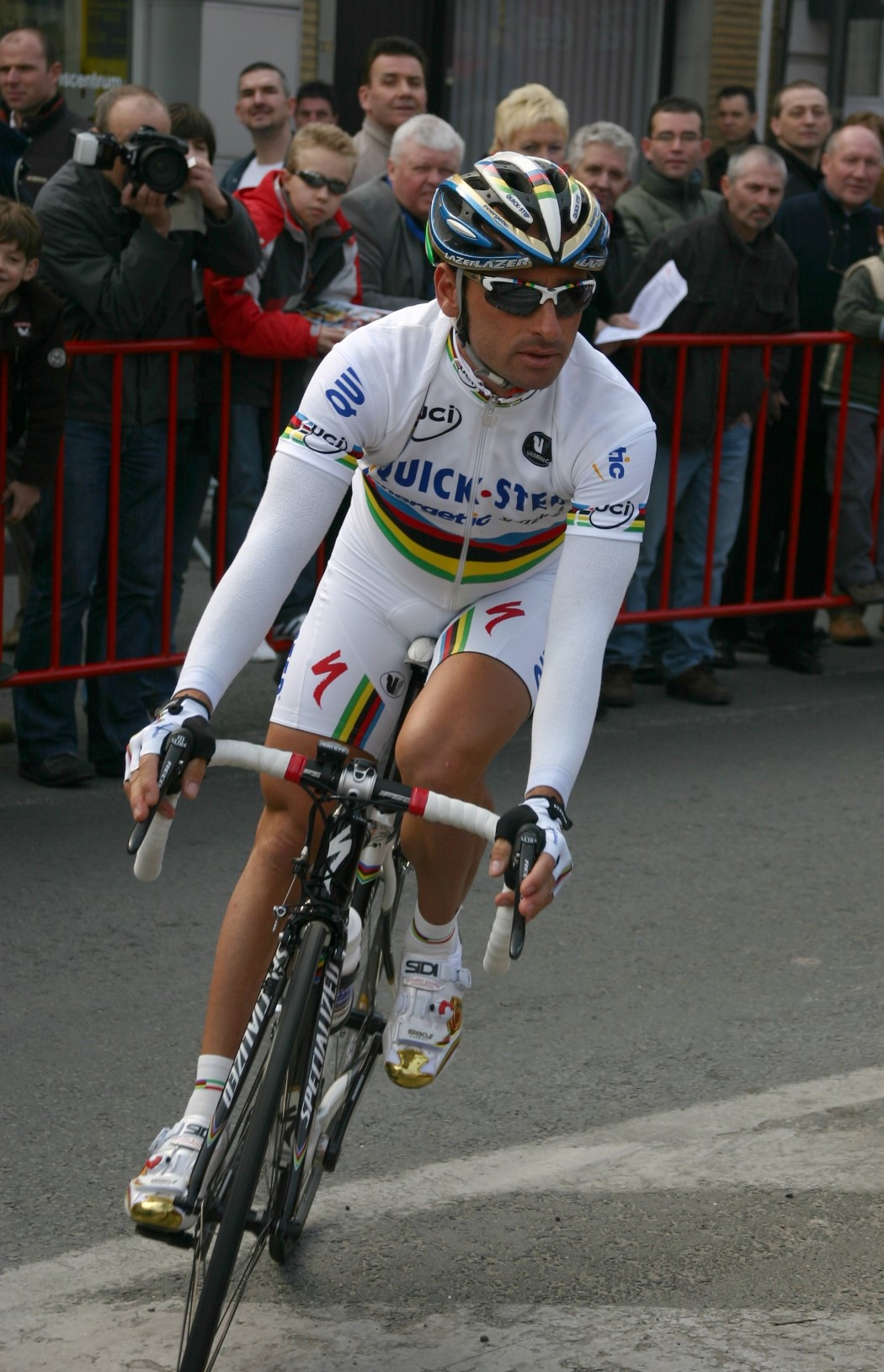
Paolo Bettini im Regenbogentrikot

Mit Filippo Pozzato und Nick Nuyens verließen zwei erfolgreiche Fahrer das Quickstep-Innergetic-Team. Patrick Lefevere sicherte sich mit Peter Van Petegem jedoch die Dienste eines bekannten Klassiker-Fahrers, der als letzter Fahrer vor Tom Boonen das Double aus Flandern-Rundfahrt und Paris–Roubaix geschafft hatte. Der zwischenzeitlich 36-jährige Belgier hatte in der Saison 2006 jedoch nur wenige Top-Resultate erzielen können und hatte aus diesem Grund keine Vertragsverlängerung beim Team Davitamon-Lotto erhalten. Auch bei der Quickstep-Innergetic-Mannschaft konnte Peter Van Petegem nicht überzeugen und gab am Saisonende sein Karriereende bekannt. Zwei weitere bekannte Neuzugänge für die Saison 2007 waren Giovanni Visconti, der noch am Anfang seiner Karriere stand und der Spanier Carlos Barredo. Im Frühjahr stand Tom Boonen als Dritter auf dem Podium von Mailand–Sanremo. Weiters gewann er Kuurne–Brüssel–Kuurne, Dwars door Vlaanderen und zum dritten Mal in Folge den E3 Prijs Vlaanderen. Sowohl bei der Flandern-Rundfahrt als auch bei Paris–Roubaix musste er sich jedoch geschlagen geben und belegte mit den Rängen zwölf und sechs die beste Platzierung seiner Mannschaft. Der zweite Leistungsträger, Paolo Bettini, konnte im Frühjahr nur einen Etappensieg bei der Kalifornien-Rundfahrt einfahren, ehe er als Vierter nur knapp das Podium bei Lüttich–Bastogne–Lüttich verpasste. Nachdem die Quickstep-Innergetic-Mannschaft beim Giro d’Italia ohne Etappensieg geblieben war, folgten gleich vier Tageserfolge bei der Tour de France, wobei Tom Boonen neben zwei Abschnitten auch die Punktewertung für sich entscheiden konnte. Die weiteren Etappensiege holten Gert Steegmans und Cédric Vasseur. Im Vorfeld der Vuelta a España musste sich Juan Manuel Gárate bei der Clásica San Sebastián nur dem Italiener Leonardo Bertagnolli geschlagen geben, der im Nachhinein jedoch aus den Siegerlisten gestrichen wurde. Bei der Spanien-Rundfahrt sorgte Paolo Bettini im Regenbogentrikot für einen weiteren Grand-Tour-Etappensieg, ehe Carlos Barredo die letzte dreiwöchige Landesrundfahrt der Saison auf dem zehnten Gesamtrang beendete. Bei den Straßenradsport-Weltmeisterschaften, die im deutschen Stuttgart ausgetragen wurden, setzte sich Paolo Bettini im Sprint einer kleinen Gruppe durch und verteidigte somit seinen Weltmeistertitel. Da er auch im Jahr 2008 für die belgische Quickstep-Innergetic-Mannschaft fuhr, hatte das Team das Regenbogentrikot zum dritten Jahr in Folge in ihren Reihen. Die zahlreichen Erfolge spiegelten sich jedoch erneut nicht in dem Team-Ranking der UCI ProTour wider, wo die belgische Mannschaft nur den 13. Platz belegte. Insgesamt konnte das Quickstep-Innergetic-Team in der Saison 2007 36 internationale Siege einfahren.

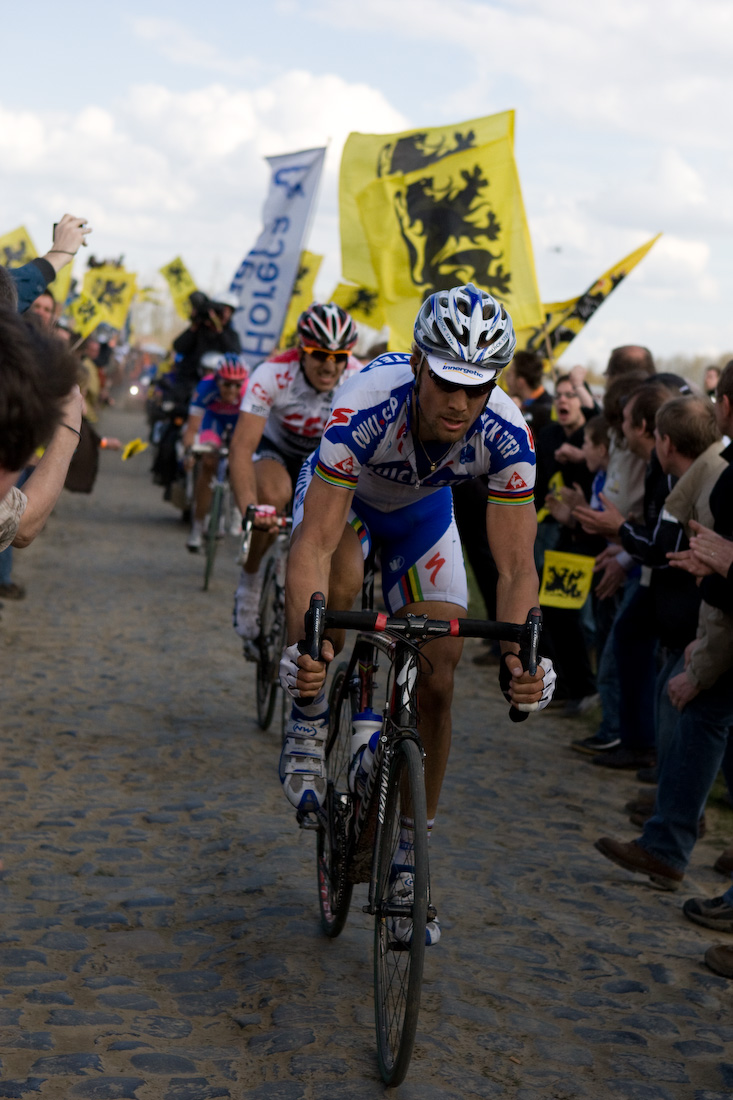
Im Jahr 2008 gewinnt Tom Boonen erneut Paris–Roubaix.

Im Jahr 2008 wechselte der Belgier Stijn Devolder zur Quickstep-Innergetic-Mannschaft. Der 28-Jährige hatte zuvor in erster Linie bei kleineren Rundfahrten auf sich aufmerksam gemacht und unter anderem im Jahr 2007 die Österreich-Rundfahrt für sich entschieden. Während Tom Boonen erneut die Katar-Rundfahrt gewann, setzte sich Stijn Devolder im Frühjahr bei der Algarve-Rundfahrt durch, ehe er an der Seite seines Landsmanns bei der Flandern-Rundfahrt an den Start ging. Rund 25 Kilometer vor dem Ziel griff Stijn Devolder im belgischen Meistertrikot an, während Tom Boonen im Hauptfeld bei den anderen Mitfavoriten verblieb. Im Anschluss baute Stijn Devolder seinen Vorsprung weiter aus und gewann die Flandern-Rundfahrt schlussendlich als Solist mit einem Vorsprung von wenigen Sekunden. Wenig Tage später ging er auch bei Paris–Roubaix an den Start, wo er erneut rund 50 Kilometer vor dem Ziel angriff. Diesmal konnte er sich jedoch nicht absetzen und fiel zurück, als Fabian Cancellara auf den letzten 30 Kilometern antrat. Einzig Tom Boonen und Alessandro Ballan konnten dem Schweizer folgen, wobei sich Boonen im Sprint auf der Radrennbahn von Roubaix durchsetzte und so für einen weiteren Sieg bei einem Monument sorgte. Steven de Jongh und Wouter Weylandt sorgten für weitere Erfolge bei kleineren belgischen Eintagesrennen, wobei letzter als Dritter auf dem Podium von Gent–Wevelgem stand. Nach den Frühjahresklassikern wurde im Juni bekanntgegeben, dass Tom Boonen gemeinsam mit anderen Teamkollegen zum französischen Bouygues Télécom Team wechseln wollte. Der Vertrag kam jedoch nicht zustande, da Boonen positiv auf Kokain getestet wurde. Patrick Lefevere sprach seinem Schützling weiterhin das Vertrauen aus, obwohl er von den Organisatoren am Start bei der Tour de France gehindert wurde. Stijn Devolder hingegen ging als Kapitän bei der Frankreich-Rundfahrt an den Start, nachdem er die Gesamtwertung der Belgien-Rundfahrt für sich entschieden hatte. Als Ziel gab er eine Top-10-Platzierung aus, wobei er nach neun Etappen auf dem siebten Gesamtrang lag. Nachdem er in den Pyrenäen fiel Zeit verloren hatte, gab er die Rundfahrt auf der 15. Etappe aufgab. Für den einzigen Tour-de-France-Etappensieg sorgte der Belgier Gert Steegmans, der den abschließenden Sprint auf der Champs Élysées für sich entschied. Am Ende der Saison gingen Tom Boonen und Paolo Bettini bei der Vuelta a España an den Start, wo beide jeweils zwei Etappensiege feierten. Zudem steuerte Wouter Weylandt einen fünften Tageserfolg bei. Wie in den vorangegangenen Jahren konnte die belgische Mannschaft mehr als 40 Siege einfahren. Im Team-Ranking der UCI ProTour belegte man mit dem fünften Rang erstmals eine Platzierung in den ersten Positionen.

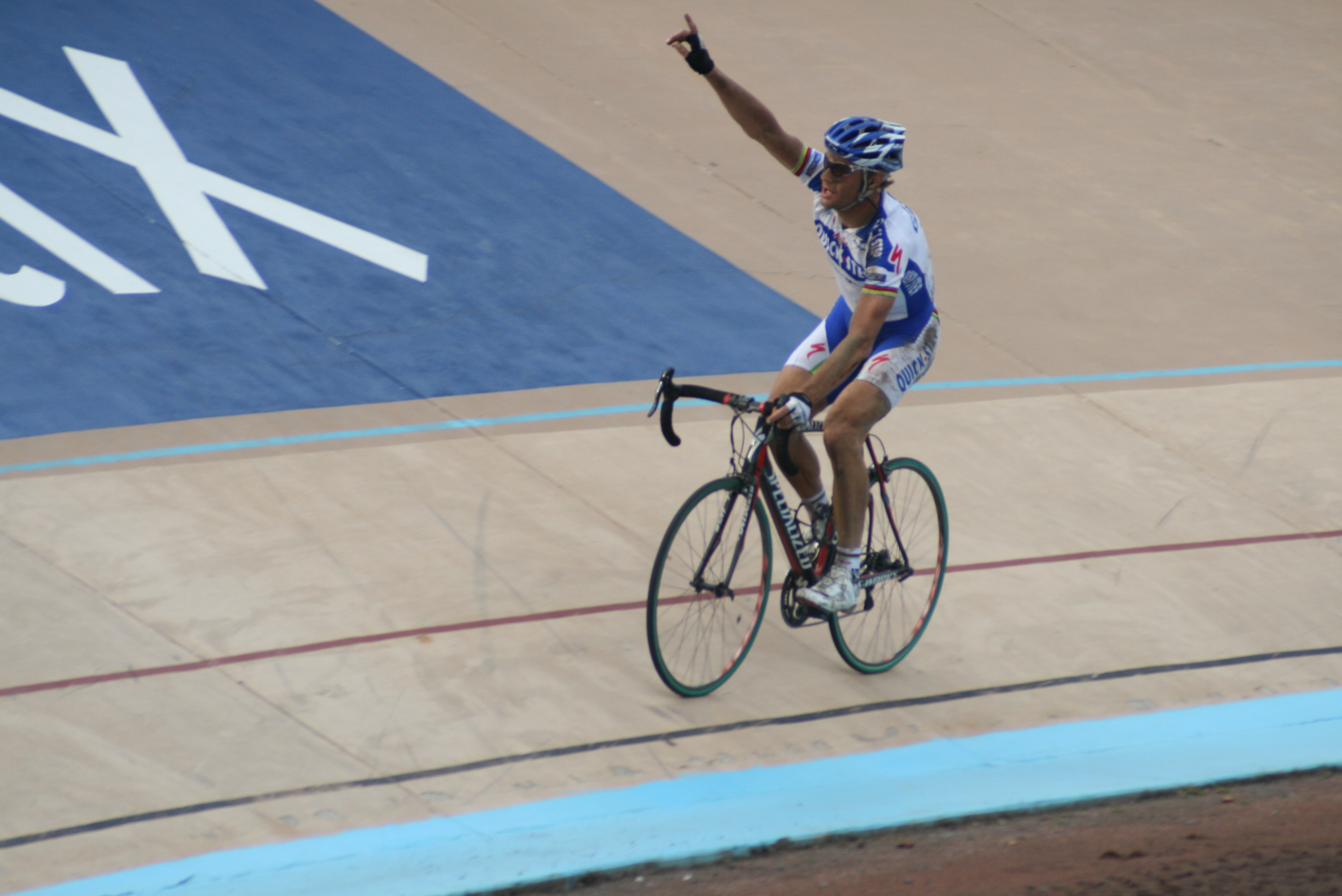
Tom Boonen gewinnt Paris–Roubaix und auch Stijn Devolder kann seinen Sieg bei der Flandern-Rundfahrt wiederholen.

Da Paolo Bettini seine Karriere mit Ende 2008 beendet hatte, verlor die Quickstep-Innergetic-Mannschaft für die Saison 2009 einen ihrer wichtigsten Leitungsträger. Auch Gert Steegmans, Juan Manuel Gárate und Giovanni Visconti verließen die Mannschaft, wobei mit Sylvain Chavanel und Jérôme Pineau zwei französische Klassiker-Spezialisten unter Vertrag genommen wurden. Zu Saisonbeginn zweite der Australier Allan Davis auf, der bereits in der vorangegangenen Saison seine ersten Rennen für die belgische Mannschaft bestritten hatte. Nach seinem Gesamtsieg bei der Tour Down Under sprintete er bei Mailand–Sanremo auf den vierten Rang und verpasste somit nur knapp das Podium. Tom Boonen gewann erneut Kuurne–Brüssel–Kuurne, musste sich jedoch bei Dwars Door Vlaanderen und dem E3 Prijs Vlaanderen geschlagen geben. Bei der Flandern-Rundfahrt präsentierte sich erneut Stijn Devolder als stärkster Fahrer, als er sich rund 25 Kilometer vor dem Ziel im Anstieg der Mauer von Geraardsbergen als Solist absetzte und seinen Titel aus dem Vorjahr verteidigte. Im Anschluss konnte auch Tom Boonen seinen Sieg bei Paris–Roubaix wiederholen, wobei er das Velodrom diesmal als Solist erreichte. Kurz nach seinem Sieg wurde Tom Boonen zum dritten Mal positiv auf Kokain getestet und von seiner Mannschaft für mehrere Wochen gesperrt. Der erste positive Test stammte dabei aus dem Jahr 2007, wobei er zunächst nicht veröffentlicht worden war. Tom Boonen ging zwar bei der Tour de France an den Start, blieb jedoch hinter den Erwartungen zurück und gab die Rundfahrt vor der 15. Etappe auf. Auch im weiteren Saisonverlauf blieb die Mannschaft hinter ihren früheren Leistungen zurück und konnte bei den Grand Tours keinen Etappensieg erzielen. Am Ende der Saison standen der Mannschaft nur 21 internationale Erfolge zu Buche.

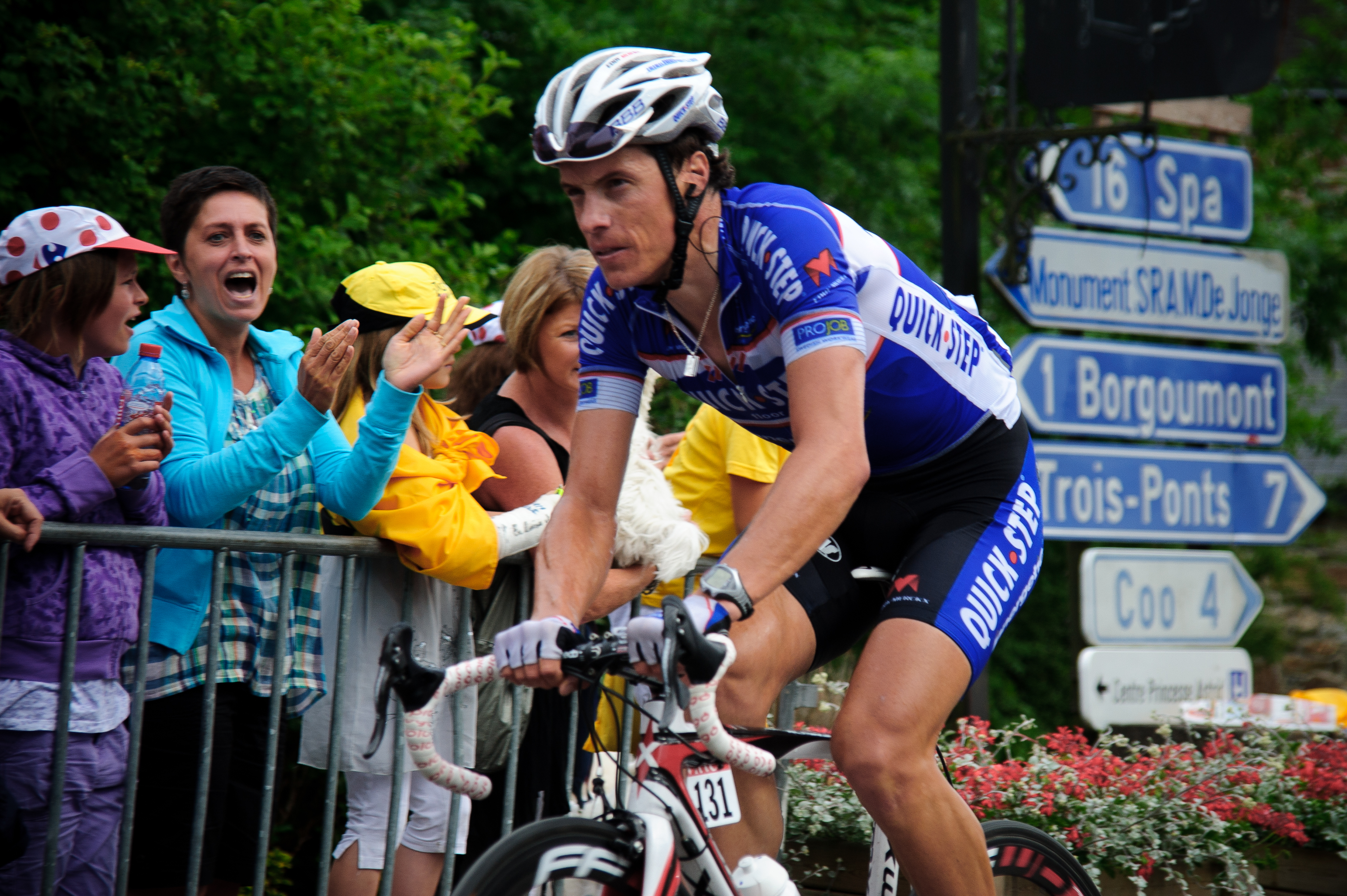
Sylvain Chavanel gewinnt zwei Etappen der Tour de France 2010.

Im Vorfeld der Saison 2010 verließen Allan Davis und Steven de Jongh die belgische Mannschaft, wobei letzterer seine Karriere beendete. Bei den Frühjahresklassikern zeigte Tom Boonen erneut mit guten Ergebnissen auf, wobei er kein Rennen für sich entscheiden konnte. Nachdem er bei Mailand–Sanremo im Sprint dem Spanier Óscar Freire unterlag, konnte er bei der Flandern-Rundfahrt dem Schweizer Fabian Cancellara nicht folgen und stand somit bei beiden Monumenten als Zweiter auf dem Podium. Bei Paris–Roubaix wurde er beim Sieg von Fabian Cancellara Fünfter, der somit ebenfalls das Double aus Flandern-Rundfahrt und Paris–Roubaix schaffte. Auch Stijn Devolder blieb hinter seinen früheren Leistungen zurück und konnte mit der Gesamtwertung der Belgien-Rundfahrt in der gesamten Saison nur ein Rennen gewinnen. Anders als bei den Klassikern konnte die Mannschaft mehrere Etappensiege bei den Grand Tours feiern. Zunächst waren Wouter Weylandt und Jérôme Pineau beim Giro d’Italia erfolgreich, ehe Sylvain Chavanel zwei Etappen der Tour de France gewann. Des Weiteren übernahm der Franzose nach beiden Etappensiegen das Gelbe Trikot, das er beide Male jedoch tags drauf wieder abgeben musste. Mit nur 13 internationalen Erfolgen konnte die Mannschaft im Jahr 2010 die bis dahin wenigsten Siege einfahren.

### Quickstep Cycling Team (2011)

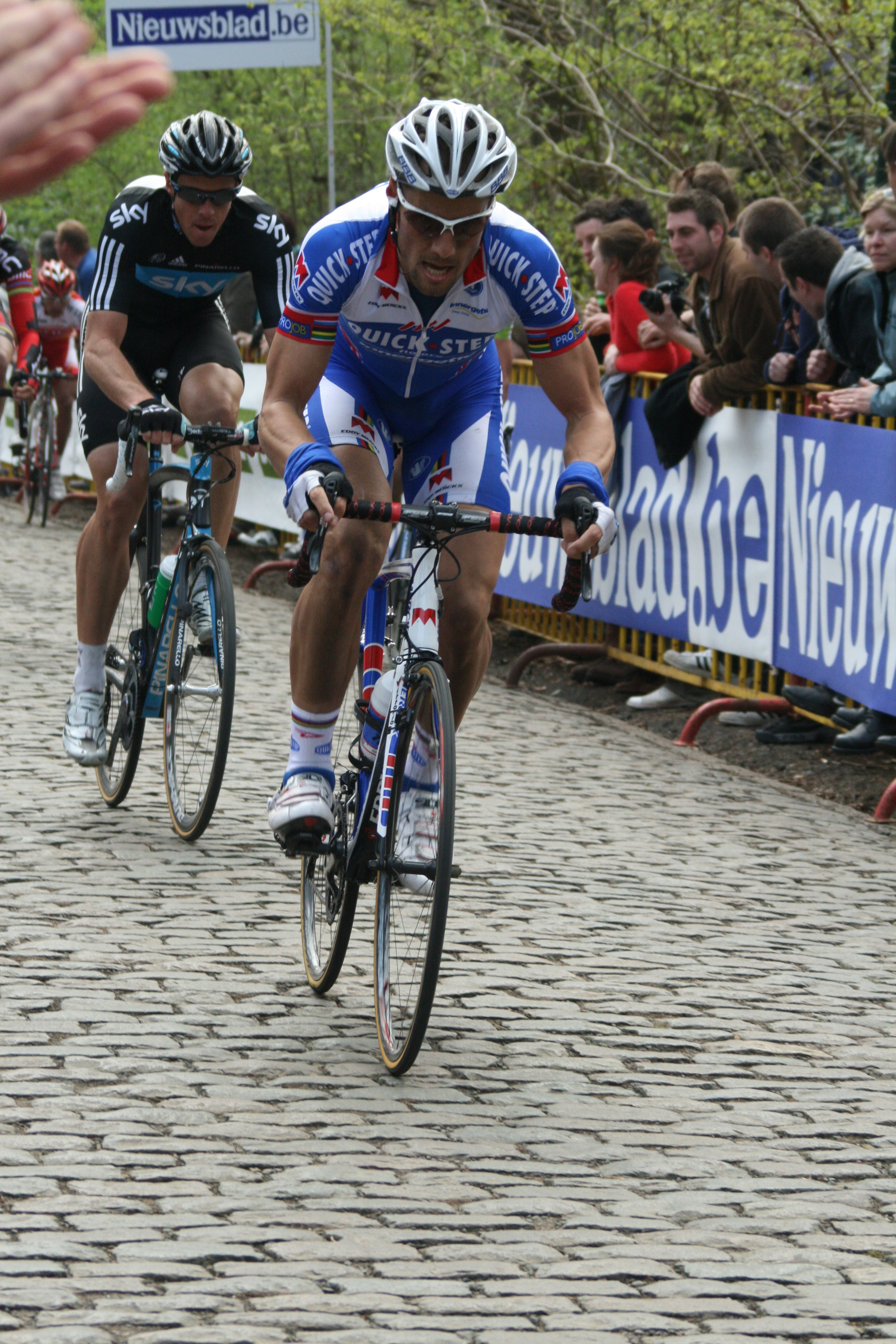
Tom Boonen sorgt mit seinem Sieg bei Gent–Wevelgem für den einzigen größeren Erfolg im Jahr 2011.

Bereits im November 2010 gab die damalige Betreibergesellschaft Esperanza bvba bekannt, dass Zdeněk Bakala, ein tschechischer Investor, und Bessel Kok, ein niederländischer Geschäftsmann, die Mehrheit der Geschäftsanteile übernommen und eine Liquiditätsgarantie für die nächsten drei Jahre zugesichert haben. In der Saison 2011 ging die belgische Mannschaft unter dem Namen Quickstep Cycling Team an den Start, wobei Innergetic weiterhin als Co-Sponsor fungierte. Mit nur fünf internationalen Erfolgen erreichte die Mannschaft einen neuen Tiefpunkt, wobei das Team von Patrick Lefevere erstmals seit der Abspaltung vom Mapei-Team im Jahr 2001 keinen Fahrer in den Top 10 von Paris–Roubaix platzieren konnte. Im Vorfeld der Saison waren die Abgänge von namhaften Fahrern wie Stijn Devolder, Wouter Weylandt und Matteo Tosatto durch Nachwuchsfahrer wie Matteo Trentin und Gerald Ciolek ersetzt worden. Zudem kehrte Gert Steegmans nach zwei Jahren zu der Mannschaft zurück, die sich auch die Dienste des Cyclocross-Weltmeisters Zdeněk Štybar und Niki Terpstra sichern konnte. Im Frühjahr gewann Tom Boonen das belgische Eintagesrennen Gent–Wevelgem im Massensprint, was für die Mannschaft jedoch der einzige Erfolg in der neugeschaffenen UCI WorldTour blieb. Bei der Flandern-Rundfahrt kam es zu einem Dreier-Sprint zwischen Sylvain Chavanel, Fabian Cancellara und Nick Nuyens, wobei sich der erstgenannte Franzose mit Platz zwei begnügen musste. Tom Boonen erreichte das Ziel mit wenigen Sekunden Rückstand als Vierter. Im Anschluss konnte die Mannschaft keine weiteren Akzente setzen und belegte im UCI-WorldTour-Ranking den 16. Platz von 18 Mannschaften.
Bereits im Jahr 2010 schlug Patrick Lefevere eine Fusion mit dem zweiten UCI ProTeam Omega Pharma-Lotto vor, um ein gemeinsames UCI WorldTeam aufzustellen. Marc Sergeant, der Teamchef der Omega Pharma-Lotto Mannschaft, lehnte diesen Vorschlag jedoch zunächst ab. Nach Verhandlungen zwischen den Sponsoren Omega Pharma, Quick-Step und Innergetic, sowie einer Zusage von Bessel Kok, bestätigte Patrick Lefevere am 1. August 2011, dass es zu einer Fusion der beiden Mannschaften kommen würde. Letztendlich übernahm die Mannschaft von Patrick Lefevere nicht nur den Großteil der Fahrer und des Personals des Quick Step-Teams, sondern firmierte auch weiterhin unter der Adresse des Betreibers Esperanza bvba. Ursprünglich hatte es jedoch geheißen, dass die Betreiberfirma von Omega Pharma-Lotto, Belgian Cycling Company sa, das Management des gemeinsamen Teams übernehmen würde. Der Sponsor Lotto hatte unterdessen bereits am 6. August bekanntgegeben eine neue Mannschaft unter der Leitung von Marc Sergeant aufzustellen. Diese fuhr im Jahr 2012 unter dem Namen Lotto-Belisol, womit der Großteil der ursprünglichen Strukturen der beiden Mannschaften vorhanden blieb und letztlich nur Omega Pharma als Sponsor zwischen den beiden Teams wechselte.

### Omega Pharma-Quick-Step (2012–2014)

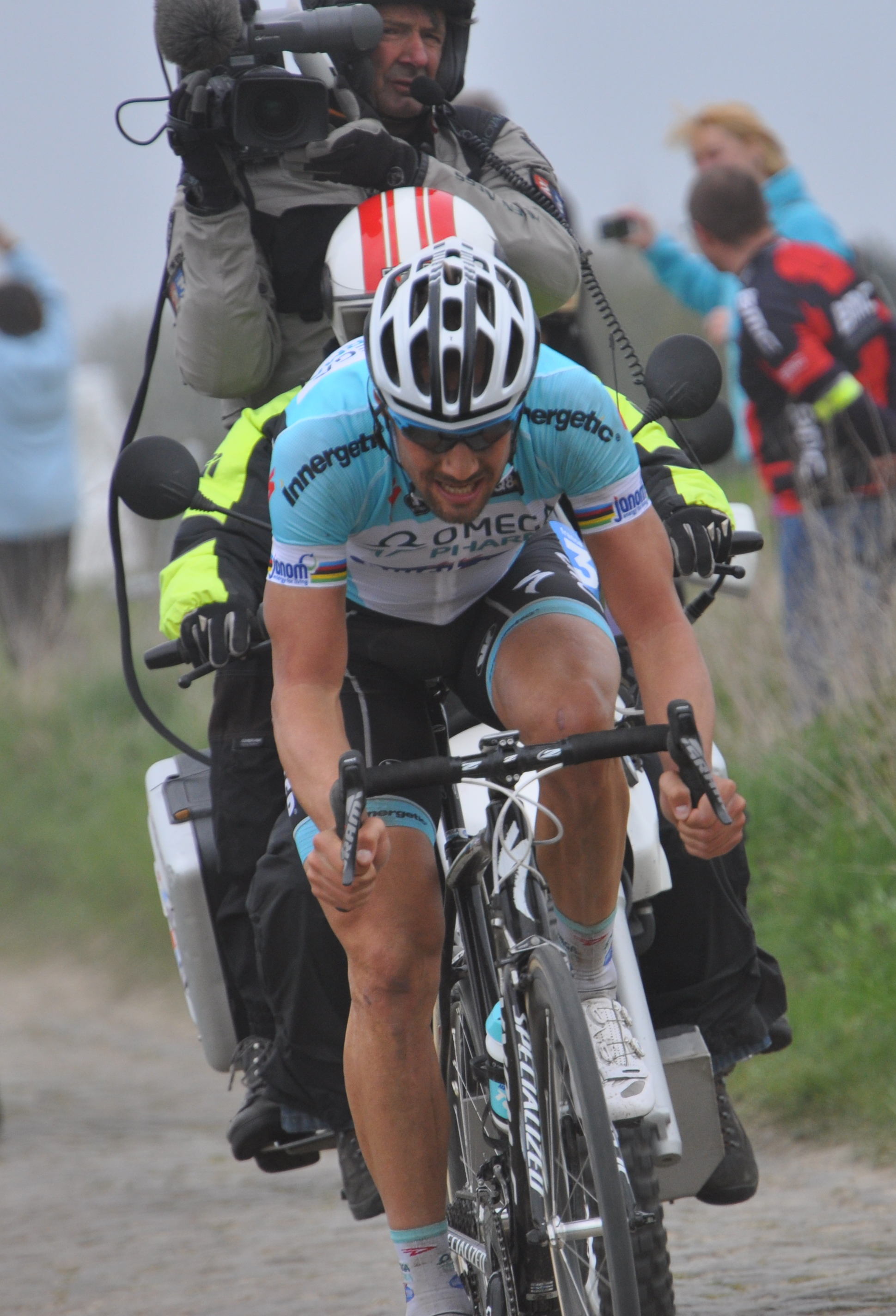
Tom Boonen schafft zum zweiten Mal das Double aus Flandern-Rundfahrt und Paris–Roubaix.

Im Jahr 2012 kam es nach dem geplatzten Zusammenschluss zu einer Umstrukturierung der Mannschaft, wobei der Fokus weiterhin auf den großen Eintagesrennen blieb. Von den zwölf Neuzugängen stammte die Hälfte der Fahrer vom Team HTC-Highroad, das sich nach der Saison 2011 aufgelöst hatte. Vom Team Omega Pharma-Lotto hingegen wurde kein einziger Fahrer unter Vertrag genommen. Mit Tony Martin nahm die Omega Pharma-Quick-Step-Mannschaft den amtierenden Zeitfahrweltmeister unter Vertrag. Weiters verpflichtete das Team den 38-jährigen Rundfahrten-Spezialisten Levi Leipheimer, sowie den Nachwuchsfahrer Michał Kwiatkowski. Bereits im Januar gewann die Mannschaft fünf der sieben Etappen bei der Tour de San Luis und stellte zudem mit Levi Leipheimer den Gesamtsieger der Rundfahrt. Der US-Amerikaner bestritt im weiteren Saisonverlauf auch die Tour de France, ehe er mit 10. Oktober aufgrund der USADA Untersuchung im Fall Lance Armstrong gesperrt wurde und seine Karriere beendete. Bei den belgischen Frühjahresklassikern folgten zahlreiche Erfolge, wobei das Team den Sieger beim Nokere Koerse, Handzame Classic, Dwars door Vlaanderen, E3 Prijs Vlaanderen und Gent–Wevelgem stellte. Einen Großteil der Erfolge steuerte damals der Klassiker-Kapitän Tom Boonen bei, der im Anschluss die Flandern-Rundfahrt und Paris–Roubaix, womit er der erste Fahrer war, der das Double zum zweiten Mal schaffte. Bei der Flandern-Rundfahrt setzte er sich im Zwei-Mann-Sprint gegen seinen ehemaligen Teamkollegen Filippo Pozzato durch, ehe er in Roubaix nach einem Solo über mehr als 50 Kilometer als Solist ankam. Mit drei bzw. vier Siegen wurde er zudem Rekordhalter bei beiden Rennen. Nachdem die Mannschaft weder beim Giro d’Italia noch bei der Tour de France eine Etappe gewinnen konnte, sorgte Dario Cataldo für den einzigen Grand-Tour-Etappensieg, als er eine anspruchsvolle Bergankunft bei der Vuelta a España für sich entschied. Für den einzigen Gesamtsieg bei einer Rundfahrt der UCI WorldTour sorgte der 27-jährige Tony Martin, als er die Tour of Beijing für sich entschied. Bei den Straßenradsport-Weltmeisterschaften in Limburg gewann das Omega Pharma-Quick-Step-Team die erste Austragung des Mannschaftszeitfahrens, wobei sie damals Tom Boonen, Sylvain Chavanel, Tony Martin, Niki Terpstra, Kristof Vandewalle und Peter Velits entsandte. Weiters war Tony Martin im Einzelzeitfahren erfolgreich und verteidigte so das Regenbogentrikot. Mit mehr als 40 internationalen Siegen fand die Mannschaft zudem zu ihrer früheren Stärke zurück.

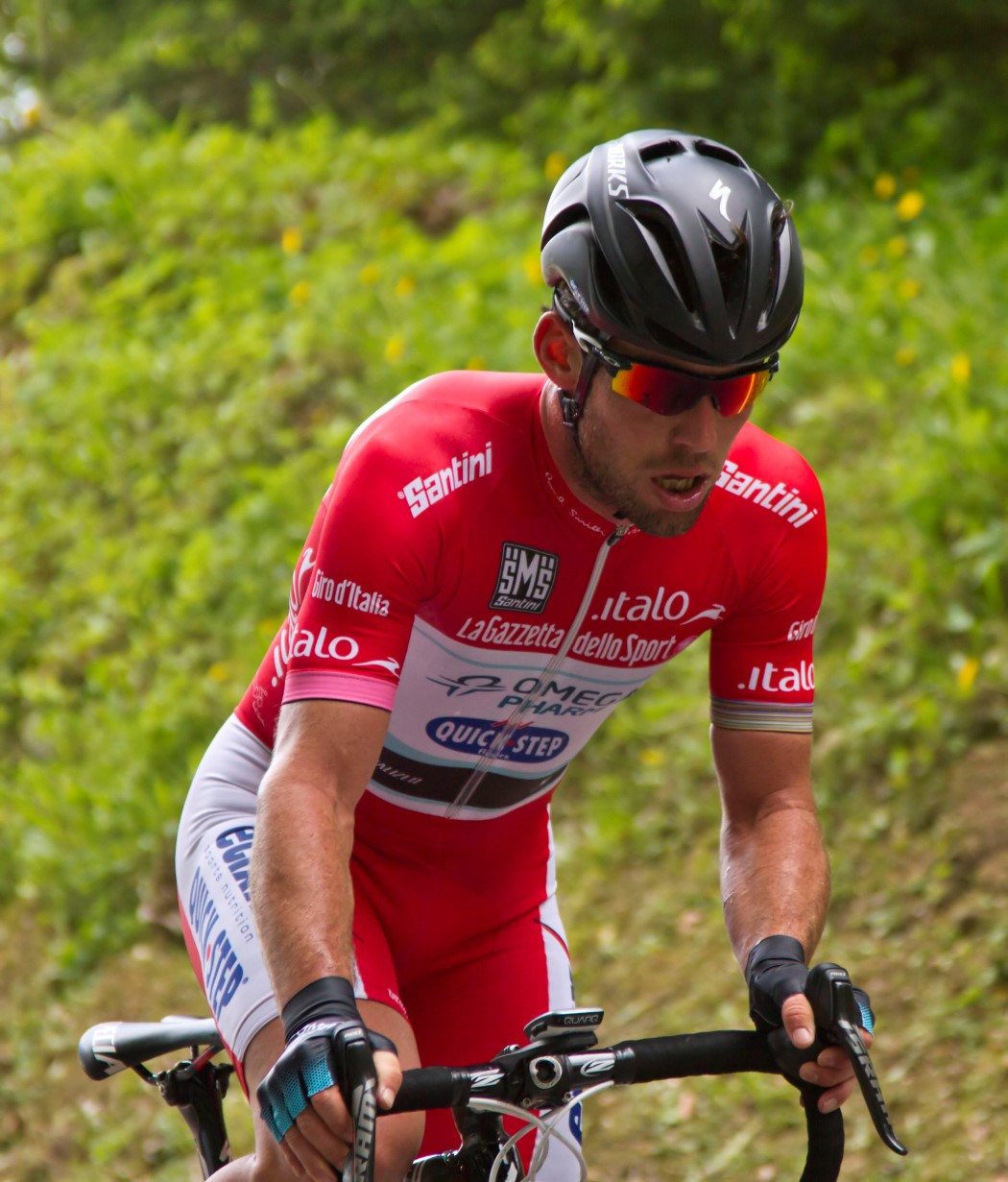
Im Jahr 2013 feiert Mark Cavendish 18 Etappensiege.

Für die Saison 2013 verstärkte sich die Omega Pharma-Quick-Step-Mannschaft mit dem Briten Mark Cavendish, der damals zu den besten Sprintern zählte. Zudem nahm die Mannschaft gegen Ende der Saison auch den zwischenzeitlich 39-jährigen Alessandro Petacchi unter Vertrag, der in seiner Karriere als Sprinter ebenfalls mehrere Grand-Tour-Etappen gewonnen hatte. Bereits zu Beginn der Saison stellte Mark Cavendish seine Fähigkeiten als Sprinter unter Bewies, als er vier der sechs Etappen der Katar-Rundfahrt gewann und sich zudem den Gesamtsieg der Rundfahrt sicherte. Im Anschluss triumphierte auf fünf Etappen des Giro d’Italia und sicherte sich so die Punktewertung der Grand Tour. Bei der Tour de France gewann er zwei weitere Massensprints, musste sich im Kampf um das Grüne Trikot jedoch dem Slowaken Peter Sagan geschlagen geben. Insgesamt feierte er in seiner ersten Saison 18 Etappensiege im Trikot der belgischen Mannschaft. Tom Boonen verpasste die ersten Rennen wegen einer Infektion, die er sich aufgrund einer Wunde im Bereich des Ellbogens zugezogen hatte. Sowohl bei Gent–Wevelgem als auch bei der Flandern-Rundfahrt schied er aufgrund von Stürzen aus und sagte seinen Start bei Paris–Roubaix wegen einer Rippenfraktur ab. Sein erster und einziger Saisonsieg folgte erst im Juli im Rahmen der Tour de Wallonie. In Abwesenheit ihres Kapitäns setzte das Omega Pharma-Quick-Step-Team bei den Klassikern auf seine Mannschaftsstärke, wobei Niki Terpstra als Dritter auf dem Podium von Paris–Roubaix stand. Neben Mark Cavendish waren auch Tony Martin und Matteo Trentin bei der Tour de France erfolgreich, wobei Ersterer im Verlauf der Saison sieben Einzelzeitfahren gewinnen konnte. Bei der Vuelta a España sorgte Zdeněk Štybar für einen weiteren Grand Tour-Etappensieg. Bei den Straßenradsport-Weltmeisterschaften wiederholte das belgische Team den Sieg im Mannschaftszeitfahren, ehe Tony Martin zum dritten Mal in Folge Einzelzeitfahrweltmeister wurde.

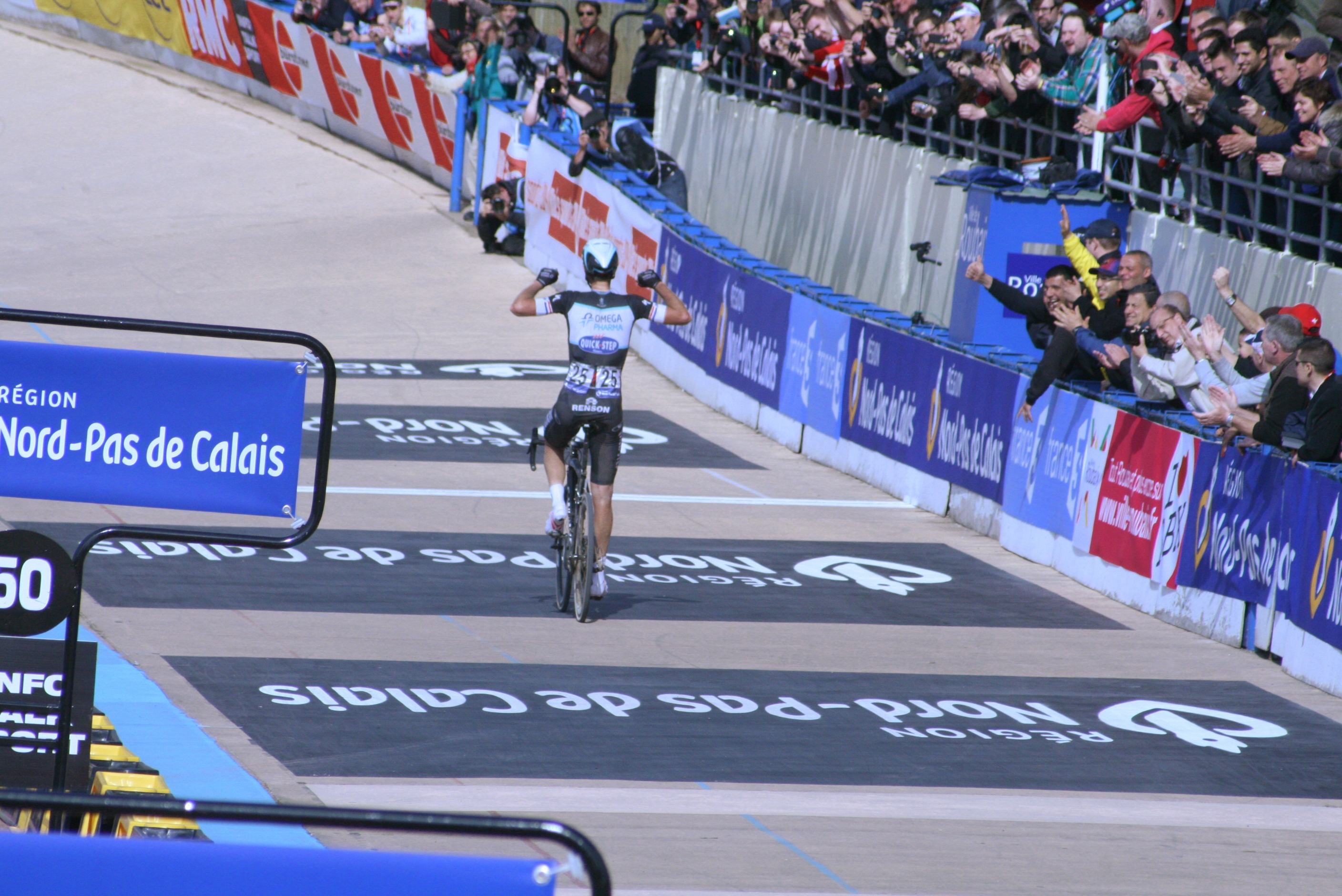
Niki Terpstra (Paris–Roubaix 2014)

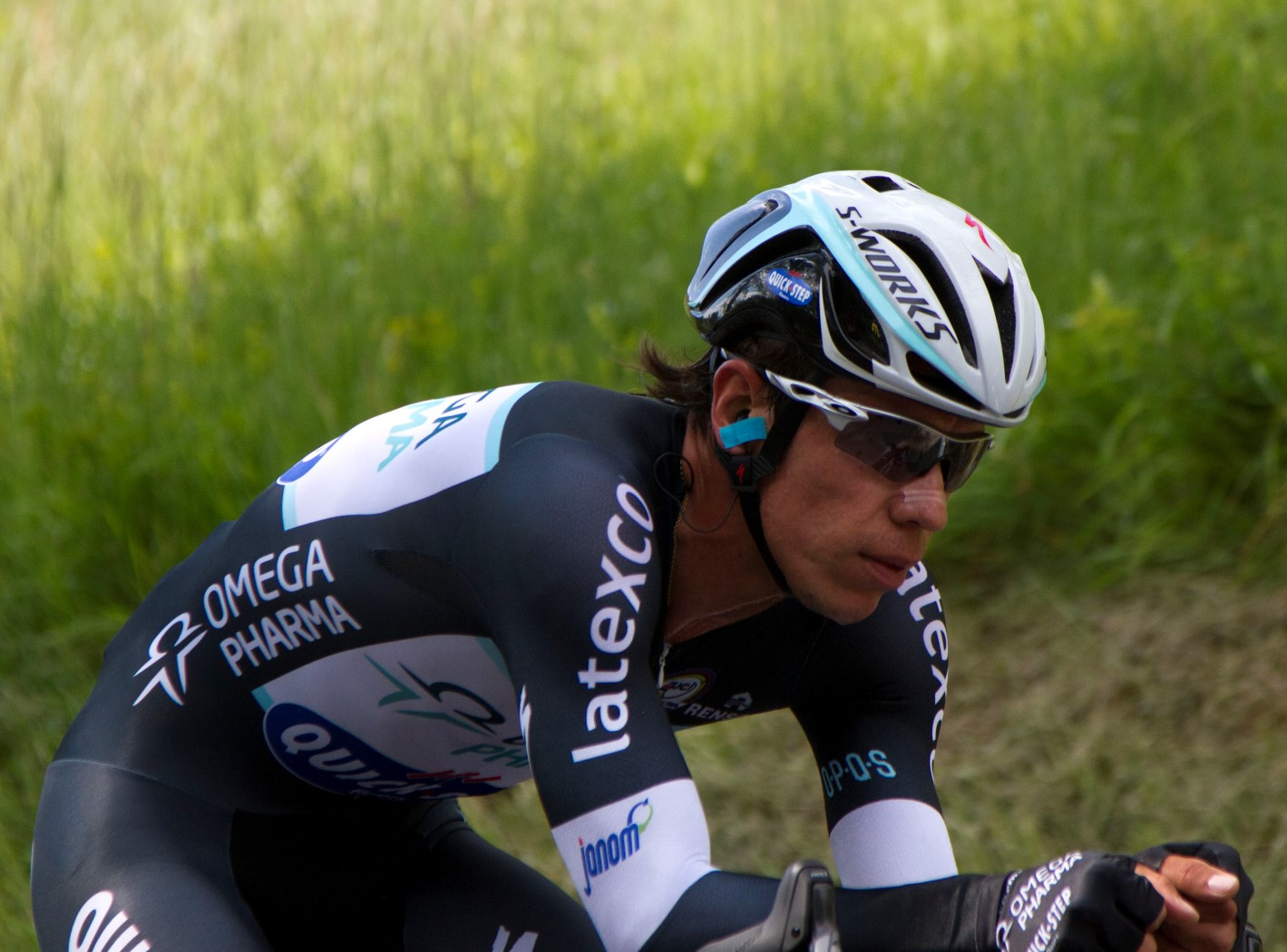
Rigoberto Urán beendet den Giro d’Italia 2014 auf dem zweiten Gesamtrang und sorgt so für den ersten Grand-Tour-Podestplatz.

Im Jahr 2014 verpflichtete die Omega Pharma-Quick-Step-Mannschaft gleich mehrere bekannte Radsportler. Mit dem Kolumbianer Rigoberto Urán sicherte sich die Mannschaft die Dienste eines aufstrebenden Gesamtklassement-Fahrers, der im Vorjahr den Giro d’Italia in Diensten des Team Sky auf dem zweiten Rang beendet hatte. Weiters wechselten Thomas De Gendt und Wout Poels vom Vacansoleil-DCM Pro Cycling Team zu der belgischen Mannschaft, während Sylvain Chavanel und Jérôme Pineau die Mannschaft in Richtung IAM Cycling verließen. Mit Julian Alaphilippe und Petr Vakoč übernahm man zudem zwei Fahrer aus dem Nachwuchsteam Etixx-iHNed. Der Fokus des weiterhin von Patrick Lefevere geführten Teams blieb jedoch nach wie vor auf den Klassikern. Im Frühjahr gewann Niki Terpstra vor Tom Boonen die Katar-Rundfahrt, während Michał Kwiatkowski die Algarve-Rundfahrt für sich entschied. Der 23-jährige Pole setzte sich wenig später bei dem Schotterrennen Strade Bianche durch und sorgte so für den ersten Saisonsieg in der UCI WorldTour. Bei den belgischen Frühjahresklassikern war Tom Boonen bei Kuurne–Brüssel–Kuurne erfolgreich, ehe Niki Terpstra Dwars door Vlaanderen gewann. Nachdem Stijn Vandenbergh als Vierter nur knapp das Podium bei der Flandern-Rundfahrt verpasste, nutzte das Omega Pharma-Quick-Step-Team seine Mannschaftsstärke bei Paris–Roubaix, wobei Niki Terpstra nach einem Solo über rund sechs Kilometer als Sieger hervorging. Mit Zdeněk Štybar und Tom Boonen konnte man zudem zwei weitere Fahrer in den Top 10 positionieren. Wenig später zeigte Michał Kwiatkowski bei den Ardennen-Klassikern auf und stand als Dritter auf dem Podium von Lüttich–Bastogne–Lüttich. Nach den Frühjahresklassikern ging Rigoberto Urán als Kapitän der Omega Pharma-Quick-Step-Mannschaft beim Giro d’Italia an den Start und übernahm mit einem Etappensieg im Einzelzeitfahren der 12. Etappe die Gesamtführung. Der Kolumbianer trug die Maglia Rosa für vier Tage und wies zwischenzeitlich einen Vorsprung von mehr als einer Minute auf, ehe er auf der verschneiten 16. Etappe in der Abfahrt des Passo dello Stelvio distanziert wurde und die Gesamtführung an seinen Landsmann Nairo Quintana abgeben musste. Die Etappe war jedoch nicht unumstritten, da die Rennleitung für die Abfahrt eine „langsame Fahrweise“ angekündigt hatte, wenngleich das Rennen nicht neutralisiert wurde. Schlussendlich beendete Rigoberto Urán die Italien-Rundfahrt erneut als Gesamtzweiter und sorgte so für das erste Grand Tour-Podest der belgischen Mannschaft. Bei der Tour de France fokussierte man sich auf Etappensiege, wobei Matteo Trentin und Tony Martin nach dem frühen Ausfall von Mark Cavendish für insgesamt drei Erfolge sorgten. Tony Martin konnte zudem am Ende der Saison ein Einzelzeitfahren der Vuelta a España für sich entscheiden. Für das letzte Saisonhighlight sorgte Michał Kwiatkowski der sich im spanischen Ponferrada zum Straßenradsport-Weltmeister krönte.

### Etixx-Quick Step (2015–2016)

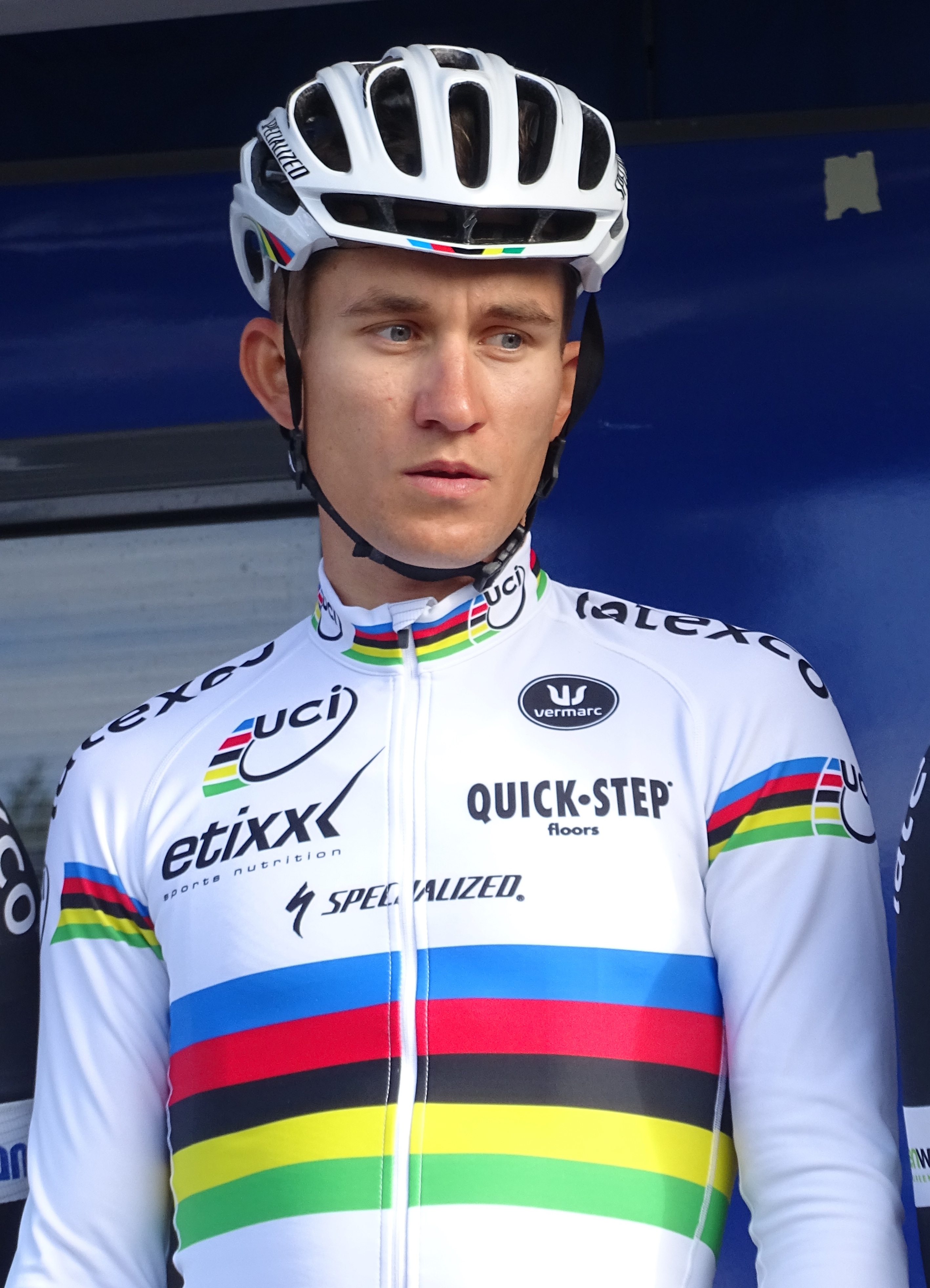
Michal Kwiatkowski im Trikot des Weltmeisters

Im Jahr 2015 änderte die Mannschaft ihren Namen auf Etixx-Quick Step, wobei Etixx eine Produktkette von Omega Pharma darstellte und der Sponsor somit derselbe blieb. Das Team konnte seine Leistungsträger halten, wobei Thomas De Gendt und Wout Poels nach nur einer Saison ihren Arbeitgeber wechselten. Der bekannteste Neuzugang war der Belgier Yves Lampaert, der ebenfalls als aufstrebender Klassiker-Fahrer galt. Nach den ersten Saisonsiegen ging die Mannschaft bei den belgischen Frühjahresklassikern an den Start, wobei sich Niki Terpstra, Tom Boonen und Stijn Vandenbergh beim Omloop Het Nieuwsblad dem Briten Ian Stannard geschlagen geben musste, nachdem sich das Quartett in der finalen Phase des Rennens abgesetzt hatte. Nach einem Sturz bei Paris–Nizza blieb Tom Boonen bei der Flandern-Rundfahrt und bei Paris–Roubaix erneut hinter seinen früheren Leistungen zurück, wenngleich er beide Rennen in den Top 10 beendete. Anstelle des zwischenzeitlich 34-jährigen Belgiers zeigten Niki Terpstra und Zdeněk Štybar auf, die jeweils bei einem der beiden Monumente als Zweiter auf dem Podest standen. Zdeněk Štybar konnte zudem mit der Strade Bianche sein erstes großes Eintagesrennen gewinnen. Bei den Ardennen-Klassikern setzte sich der Weltmeister Michał Kwiatkowski am Ende des Frühjahres beim Amstel Gold Race durch, nachdem er die Algarve-Rundfahrt und Paris–Nizza als Gesamtzweiter beendet hatte. In den nachfolgenden Tagen belegte der erst 22-jährige Julian Alaphilippe den zweiten Platz beim Flèche Wallonne und bei Lüttich–Bastogne–Lüttich, wobei er sich beide Male nur dem deutlich älteren Alejandro Valverde geschlagen geben musste. Anders als im Vorjahr konnte Rigoberto Urán beim Giro d’Italia nicht überzeugen und Iljo Keisse sorgte am abschließenden Etappentag für den einzigen Tageserfolg. Bei der Tour de France konnte die belgische Mannschaft durch Tony Martin, Zdeněk Štybar und Mark Cavendish insgesamt drei Etappen gewinnen. Am Ende der Saison folgten weitere Erfolge bei den größeren Eintagesrennen. Zunächst setzte sich Rigoberto Urán beim Grand Prix Cycliste de Québec durch, ehe Tom Boonen den Münsterland Giro und Petr Vakoč Paris–Tours gewann.

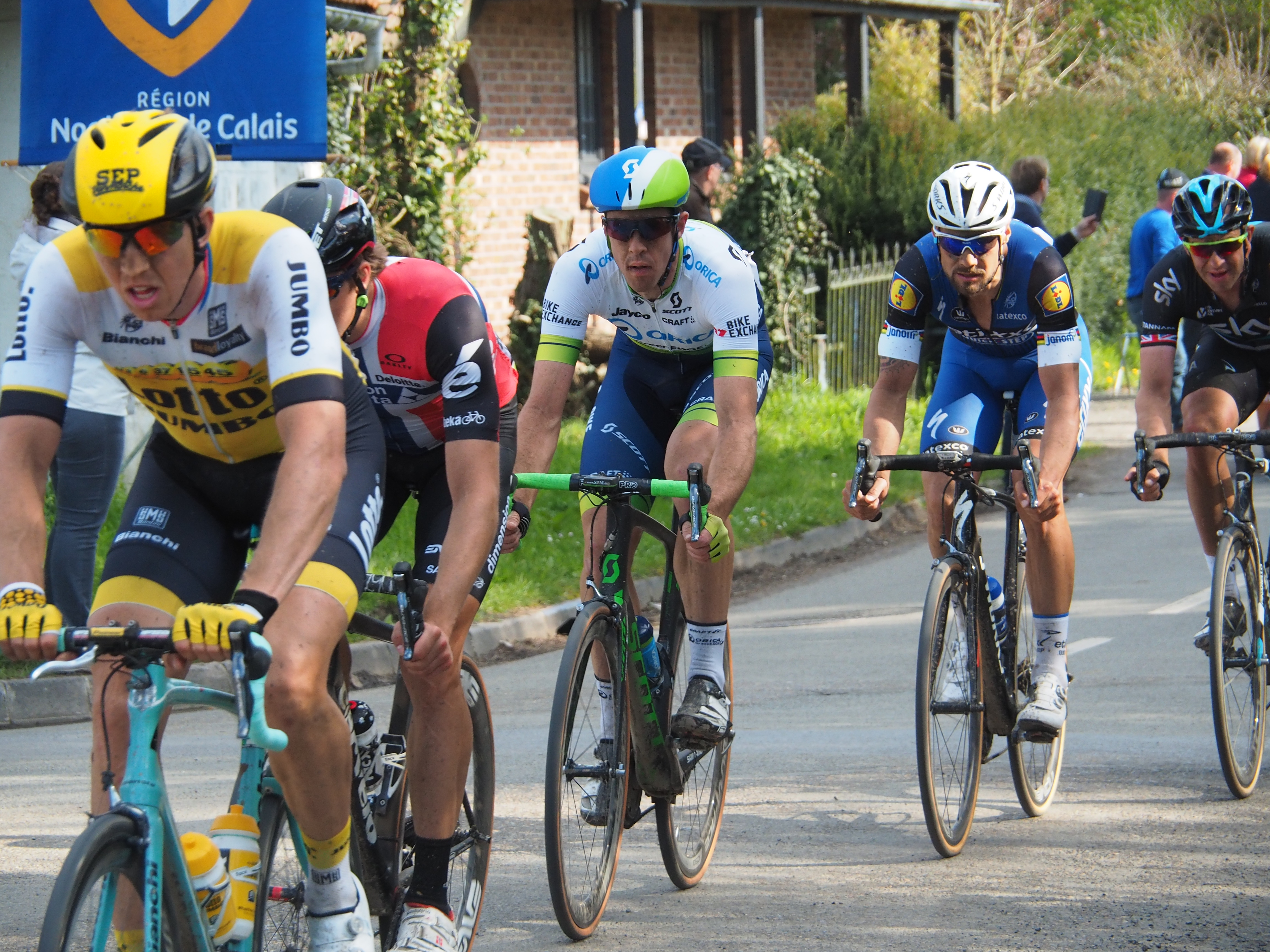
Tom Boonen (4. Position) verpasst nur knapp seinen fünften Sieg bei Paris–Roubaix.

Nach drei Jahren verließ Mark Cavendish die belgische Mannschaft. Ersetzt wurde er durch den Deutschen Marcel Kittel, sowie den aufstrebenden Kolumbianer Fernando Gaviria, der bereits in der Saison 2015 als Stagiaire für die Mannschaft gefahren war. Weitere prominente Abgänge waren Rigoberto Urán und Michał Kwiatkowski. Als neuer Gesamtklassement-Fahrer wurde Daniel Martin ins Team geholt, der neben dem Allrounder Bob Jungels unter Vertrag genommen wurde. Nachdem die Mannschaft bei den Frühjahres-Klassikern hinter ihren Erwartungen zurückgeblieben war, zeigte der 35-jährige Tom Boonen mit dem zweiten Rang bei Paris–Roubaix auf, wobei er sich im Sprint aus einer kleinen Gruppe nur dem Australier Mathew Hayman geschlagen geben musste, der den Großteil des Rennens in der Ausreißergruppe gefahren war. Bei den Ardennen-Klassikern belegte Julian Alaphilippe erneut den zweiten Rang beim Flèche Wallonne, bevor er mit dem Gesamtsieg bei der Kalifornien-Rundfahrt sein Potential neuerlich unter Beweis stellte. Nachdem er den Scheldeprijs gewonnen hatte, gewann Marcel Kittel zwei Massensprints beim Giro d’Italia, ehe seine Teamkollegen Gianluca Brambilla und Matteo Trentin zwei weitere Etappensiege beisteuerten. Ersterer trug zudem für zwei Tage die Maglia Rosa. Im Anschluss war Marcel Kittel auch bei der Tour de France erfolgreich, wo er die 4. Etappe im Massensprint für sich entschied. Am Ende der Frankreich-Rundfahrt sorgte Daniel Martin mit Rang neun für die erste Top-10-Platzierung der Mannschaft in der Gesamtwertung. Bei der Vuelta a España folgten vier weitere Grand-Tour-Etappensiege durch Gianni Meersman, David de La Cruz und Gianluca Brambilla, ehe das Etixx-Quick-Step-Team erneut Weltmeister im Mannschaftszeitfahren wurde.

### Quick-Step Floors (2017–2018)

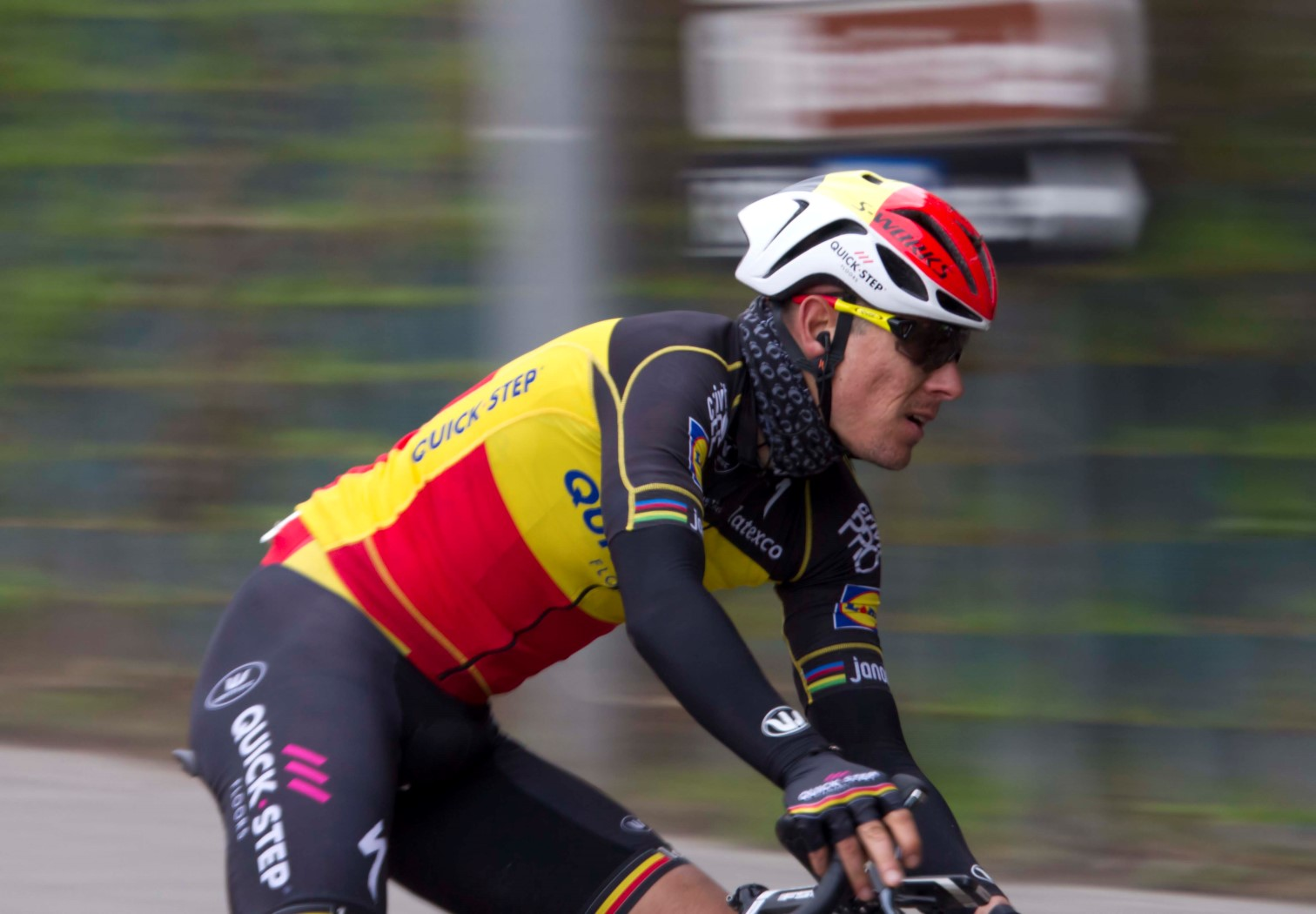
Philippe Gilbert wechselt für die Saison 2017 zum Quick-Step-Floors-Team und gewinnt in seiner ersten Saison die Flandern-Rundfahrt.

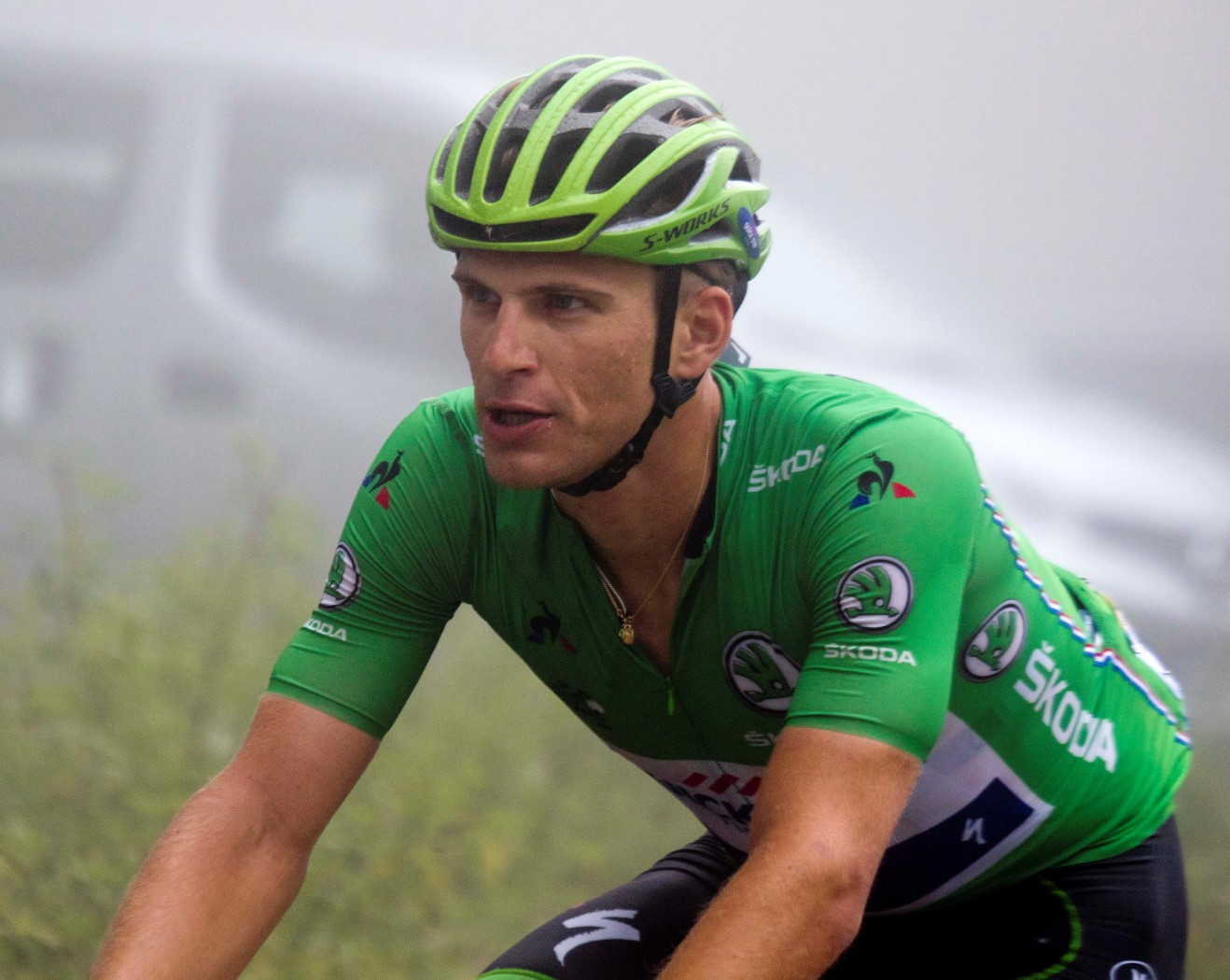
Marcel Kittel gewinnt fünf Tour-de-France-Etappen, muss die Rundfahrt jedoch im grünen Trikot aufgeben.

Im Vorfeld der Saison 2017 verließ Omega Pharma die Mannschaft nach vier Jahren, womit Quick-Step wie im Jahr 2011 als alleiniger Hauptsponsor fungierte. Das Team ging nun unter dem Namen Quick-Step-Floors an den Start. Bereits im Juli des Jahres 2016 gab Tom Boonen sein Karriereende nach Paris–Roubaix 2017 bekannt, womit die Mannschaft ihren Langzeitkapitän bei den Klassikern verlor. Als Ersatz sicherte man sich die Dienste des Belgiers Philippe Gilbert, der zwischen den Jahren 2009 und 2011 als einer der besten Klassiker-Fahrer zahlreiche große Rennen gewonnen hatte. Mit Enric Mas, Maximilian Schachmann und Rémi Cavagna übernahm das Team zudem drei Fahrer aus ihrem Nachwuchsprogramm, während Tony Martin den bekanntesten Abgang darstellte. Für das erste Saisonhighlight sorgte der Franzose Julian Alaphilippe, als er sich bei Mailand–Sanremo im Anstieg des Poggio gemeinsam mit dem Weltmeister Peter Sagan und Michał Kwiatkowski absetzen konnte und im Zielsprint als Dritter nur knapp seinen ersten großen Sieg verpasste. Wenige Tage später zog sich der 24-jährige Franzose eine Knieverletzung bei der Baskenland-Rundfahrt zu und verpasste einen großen Teil der Saison. Bei den Kopfsteinpflaster-Klassikern gewann Yves Lampaert als Solist vor seinem Teamkollegen Philippe Gilbert das Eintagesrennen Dwars door Vlaanderen, ehe sich dieser in der Gesamtwertung der 3 Tage von De Panne-Koksijde durchsetzte. Da er auch E3 Harelbeke auf dem Podium beendet hatte, ging Philippe Gilbert im Trikot des belgischen Meisters als Mitfavorit bei der Flandern-Rundfahrt an den Start. Bei dieser folgte er einem Antritt seines Teamkollegen Tom Boonen, der rund 90 Kilometer vor dem Ziel das Tempo in der Mauer von Geraardsbergen forcierte. In weiterer Folge bildete sich eine große Ausreißergruppe, in der drei Fahrer der Quick-Step-Floors-Mannschaft vertreten waren. Etwa 50 Kilometer vor dem Ziel griff Philipe Gilbert im Anstieg des Oude Kwaremont aus der Spitzengruppe an und erreichte das Ziel als Solist mit einem Vorsprung von 29 Sekunden vor seinen ersten Verfolgern, wobei Niki Terpstra im Sprint um die weiteren Plätze den dritten Platz belegte. Nach seinem Sieg bei der Flandern-Rundfahrt verzichtete Philippe Gilbert auf einen Start bei Paris–Roubaix und ging stattdessen zwei Wochen später beim Amstel Gold Race an den Start, das er im Zwei-Mann-Sprint gegen Michał Kwiatkowski für sich entschied. Dazwischen sorgte Zdeněk Štybar mit Rang zwei für eine Top-Platzierung bei Paris–Roubaix, wobei Tom Boonen bei seinem letzten Rennen den Zielstrich als 13. überquerte. Im Anschluss stand der Ire Daniel Martin als Zweiter auf dem Podest von Lüttich–Bastogne–Lüttich nachdem er sich auch beim Flèche Wallonne nur Alejandro Valverde geschlagen geben musste. Beim Giro d’Italia und der Tour de France dominierte die belgische Mannschaft die Massensprints, wobei Fernando Gaviria vier Etappen der Italien-Rundfahrt und Marcel Kittel fünf Etappen der Frankreich-Rundfahrt gewann. Ersterer sicherte sich zudem den Sieg in der Punktewertung, während Marcel Kittel die Tour de France im grünen Trikot fahrend wenige Tage vor dem Ende nach einem Sturz aufgeben musste. Weiters sorgte Daniel Martin mit dem sechsten Gesamtrang für die bis dahin beste Platzierung bei der Tour de France. Auch bei der Vuelta a España gewann das Quick-Step-Floors-Team gleich sechs Etappen, ehe Julian Alaphilippe nach seinem ersten Grand Tour-Etappensieg bei der Spanien-Rundfahrt Zweiter der Lombardei-Rundfahrt wurde und die Mannschaft somit bei jedem Monument der Saison auf dem Podium stand.

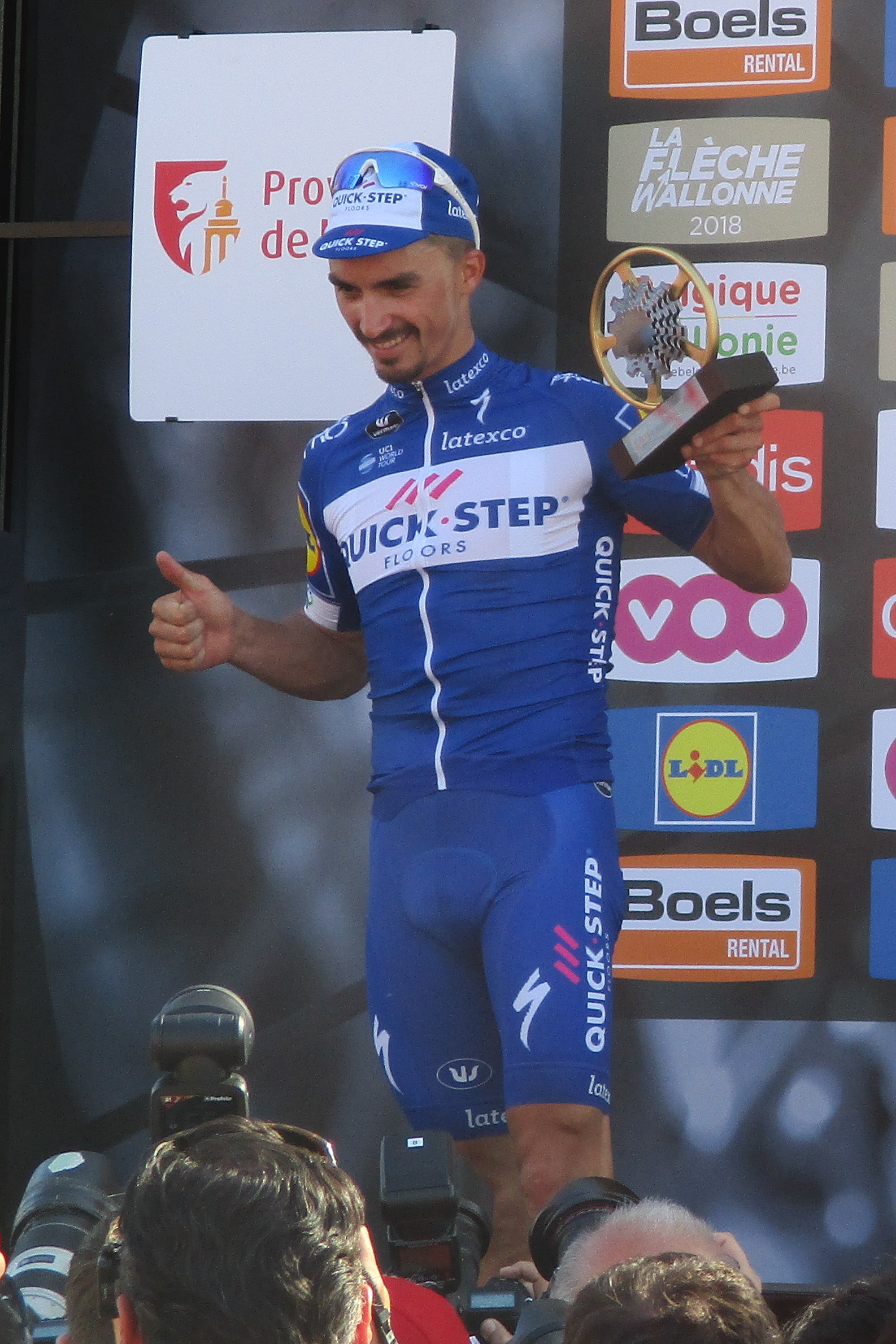
Julian Alaphilippe gewinnt mit dem Flèche Wallonne erstmals ein großes Eintagesrennen.

Mit Marcel Kittel, Daniel Martin und Matteo Trentin verließen drei Leistungsträger die Mannschaft im Vorfeld der Saison 2018. Als Top-Sprinter sicherte sich das Team den Italiener Elia Viviani, sowie den 21-jährigen Fabio Jakobsen. Weitere Neuzugänge waren die beiden Dänen Kasper Asgreen und Michael Mørkøv, sowie den Ecuadorianer Jhonatan Narváez. Mit Siegen bei Le Samyn, Dwars door West-Vlaanderen, Nokere Koerse, Handzame Classic, Driedaagse Brugge-De Panne, E3 Harelbeke und Dwars door Vlaanderen zeigte die Mannschaft, dass sich auch nach dem Karriereende von Tom Boonen weiterhin die tonangebende Kraft bei den klassischen Eintagesrennen war. Die wichtigsten Erfolge gelangen im Anschluss dem Niederländer Niki Terpstra, als er die Flandern-Rundfahrt gewann und als Dritter auf dem Podium von Paris–Roubaix stand. Nach zwei zweiten Plätzen gewann Julian Alaphilippe den Flèche Wallonne vor dem Rekordsieger Alejandro Valverde und galt so als Mitfavorit auf den Sieg beim wenige Tage spätere stattfindenden Lüttich–Bastogne–Lüttich. Beim ältesten Monument des Radsports war es jedoch sein Teamkollege Bob Jungels, der als Sieger hervorging, nachdem er sich rund 15 Kilometer vor dem Ziel im Anstieg der Côte de la Roche-aux-Faucons abgesetzt hatte. Der 25-jährige Luxemburger, der in den beiden vorangegangenen Jahren die Nachwuchswertung des Giro d’Italia gewonnen hatte und beide Male in die Top 10 der Gesamtwertung gefahren war, ging im Anschluss erstmals bei der Tour de France an den Start, wo er in Abwesenheit eines klaren Kapitäns den elften Rang in der Gesamtwertung belegte. Zuvor feierte die belgische Mannschaft fünf Etappensiege beim Giro d’Italia, wobei Elia Viviani vier davon im Massensprint gewann und so die Punktewertung für sich entschied. Bei der Tour de France kamen vier weitere Grand Tour-Etappensiege durch Fernando Gaviria und Julian Alaphilippe hinzu. Ersterer gewann die Auftaktetappe und fuhr einen Tag im Gelben Trikot, während der 26-jährige Alaphilippe zwei anspruchsvolle Bergetappen für sich entschied und so die Bergwertung gewann. Nach der Frankreich-Rundfahrt gewann Julian Alaphilippe mit der Clásica San Sebastián ein weiteres großes Eintagesrennen. Nachdem er bei den Cyclassics Hamburg triumphiert hatte, sicherte sich Elia Viviani auch drei Etappen der Vuelta a España, womit die Mannschaft wie im Vorjahr mehr als 10 Grand-Tour-Etappensiege einfahren konnte. Für Aufsehen sorgte jedoch in erster Linie der 23-jährige Enric Mas, der die Spanien-Rundfahrt bei seinem zweiten Antritt als Zweiter beendete und die abschließende Bergankunft in Andorra gewann. Am Ende der Saison sicherte sich die belgische Mannschaft den letzten Weltmeistertitel im Mannschaftszeitfahren und führte erstmals das UCI-Ranking der besten Teams an.

### Deceuninck-Quick Step (2019–2021)

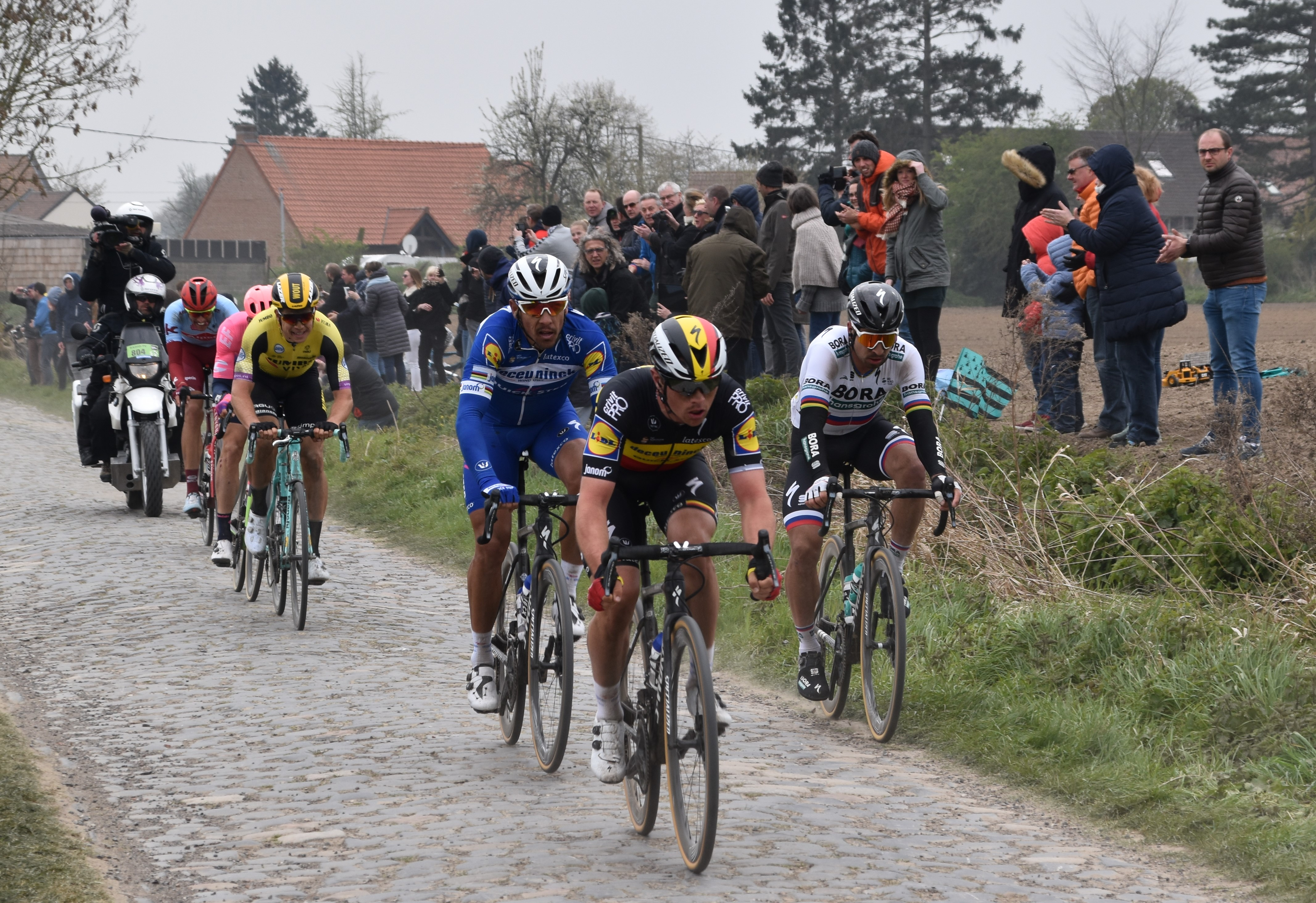
Philippe Gilbert (blau) gewinnt Paris–Roubaix 2019.

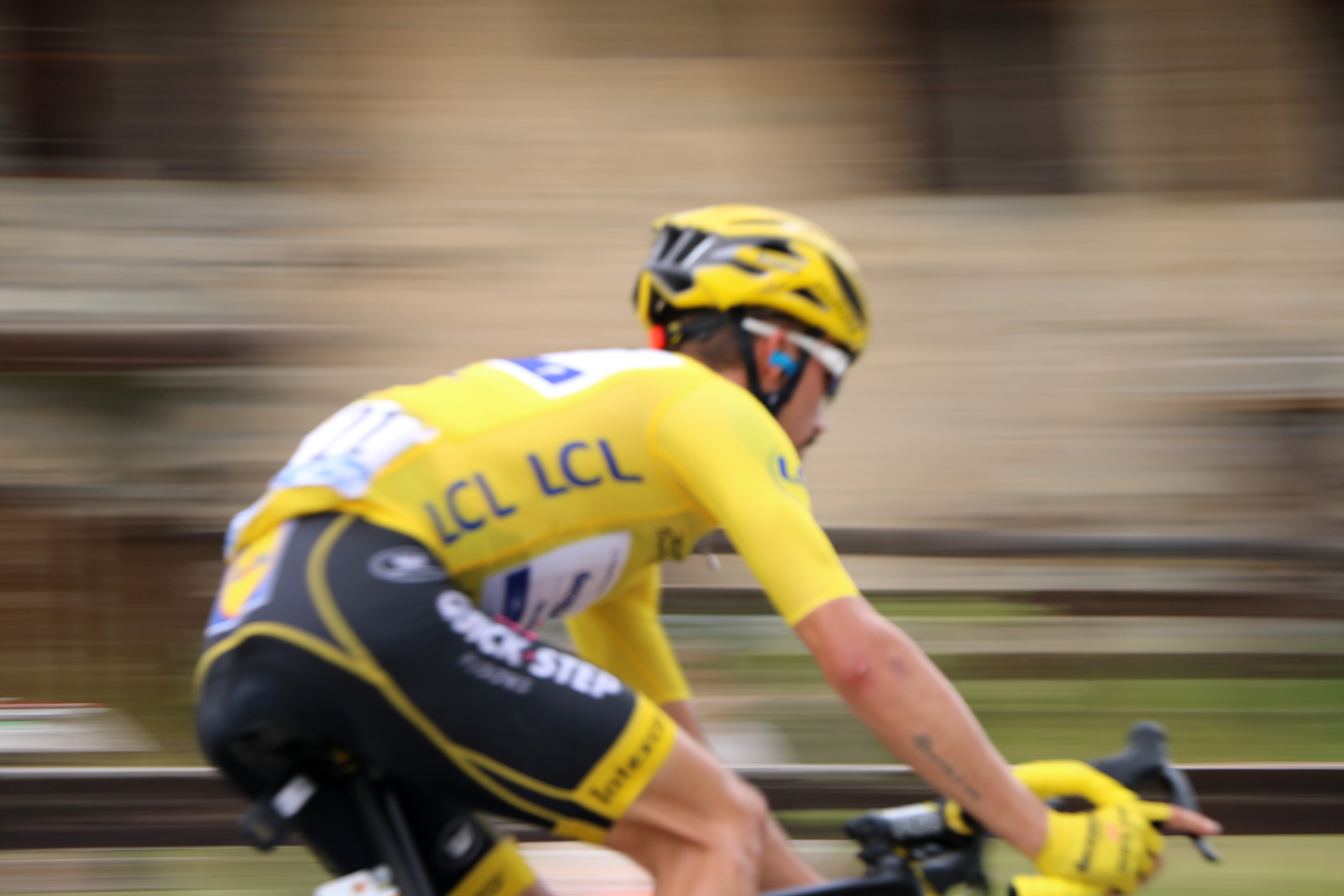
Julian Alaphilippe im Gelben Trikot bei der Tour de France 2019

Mit der Saison 2019 kam es zu einer richtungsweisenden Veränderung im Team, als der Langzeitteamchef Patrick Lefevere den 19-jährigen Doppel-Juniorenweltmeister Remco Evenepoel unter Vertrag nahm. Die Dominanz des jungen Belgiers in den Juniorenklassen war so groß gewesen, dass er direkt zu einem UCI WorldTeam wechselte. Zudem wurde er in seiner Heimat mit der Radsport-Ikone Eddy Merckx verglichen, wobei er die Grand Tours als Ziel ausgab. Die Mannschaft, die mit Deceuninck einen neuen Co-Sponsor erhielt, war jedoch primär für ihre Ergebnisse bei den Klassikern bekannt. Mit Mikkel Frølich Honoré gab es nur einen weiteren Neuzugang, während mit Niki Terpstra, Fernando Gaviria, Maximilian Schachmann, Laurens De Plus und Jhonatan Narváez mehrere namhafte Fahrer die Mannschaft verließen. Nachdem Elia Viviani das Cadel Evans Great Ocean Road Race zu Beginn der Saison gewann, setzten sich Zdeněk Štybar und Bob Jungels beim Openning Weekend durch, ehe Julian Alaphilippe den Schotter-Klassiker Strade Bianche gewann. Nach zwei Etappensiegen bei Tirreno–Adriatico ging der Franzose bei Mailand–Sanremo an den Start, wo er sich im Sprint einer kleinen Gruppe durchsetzte und so erstmals ein Monument des Radsports für sich entschied. Nachdem Zdeněk Štybar den E3 Harelbeke gewonnen hatte, wurde der Däne Kasper Asgreen überraschend Zweiter der Flandern-Rundfahrt, ehe Philippe Gilbert nach einem enttäuschenden Frühjahr Paris–Roubaix im Zwei-Mann-Sprint vor dem Deutschen Nils Politt gewann. Mit Rang drei sorgte Yves Lampaert bei dem französischen Monument für einen weiteren Podiumsrang. Für ein weiteres Highlight sorgte Julian Alaphilippe mit seinem zweiten Sieg beim Flèche Wallonne. Nachdem die Mannschaft zum ersten Mal seit 2012 ohne Etappensieg beim Giro d’Italia geblieben war, setzte der Franzose seine bis dahin erfolgreichste Saison fort und gewann die 3. Etappe der Tour de France, womit er zugleich das Gelbe Trikot übernahm. Dieses musste er nur kurzzeitig abgeben, ehe er auch das einzige Einzelzeitfahren gewann und die Rundfahrt nach der ersten Bergankunft auf dem Col du Tourmalet mit einem Vorsprung von zwei Minuten anführte. Im weiteren Rennverlauf hielt er sich lange Zeit schadlos und musste das Gelbe Trikot erst auf der 19. Etappe abgeben, als er im Anstieg des Col de l’Iseran distanziert wurde. Einen Tag vor dem Ende der Rundfahrt büßte er schließlich mehrere Minuten ein und beendete die Frankreich-Rundfahrt schlussendlich auf dem 5. Gesamtrang. Nach der Tour de France gewann Remco Evenepoel überraschend die Clásica San Sebastián, nachdem er kurzzeitig abgehängt worden war und im Finale gemeinsam mit dem Letten Toms Skujiņš angriffen hatte. Am Ende der Saison war Elia Viviani beim Prudential RideLondon-Surrey Classic und den Cyclassics Hamburg erfolgreich, ehe Fabio Jakobsen, Philippe Gilbert und Rémi Cavagna für insgesamt fünf Etappensiege bei der Vuelta a España sorgten. Zudem zeigte Enric Mas mit dem Gesamtsieg bei der Tour of Guangxi auf.

In der durch die COVID-19-Pandemie beeinflussten Saison des Jahres 2020 wird Julian Alaphilippe erstmals Weltmeister.

Mit Philippe Gilbert, Elia Viviani und dem aufstrebenden Enric Mas verließen drei Leistungsträger die Mannschaft im Vorfeld der Saison 2020, wobei Sam Bennett als neuer Sprinter unter Vertrag genommen wurde. Weiter Neuzugänge waren João Almeida, Mattia Cattaneo und Fausto Masnada, die Remco Evenepoel bei den Rundfahrten unterstützen sollten. Der junge Belgier, der bereits im Vorjahr mehrere Rennen gewinnen hatte können, startete mit Gesamtsiegen bei der Vuelta a San Juan und Algarve-Rundfahrt in die Saison, ehe diese aufgrund der COVID-19-Pandemie unterbrochen wurde. Nach der Wiederaufnahme des Renngeschehens wurden die ersten großen Eintagesrennen im August in Italien abgehalten, wobei sich Julian Alaphilippe bei Mailand–Sanremo nur dem Belgier Wout van Aert geschlagen geben musste. Bei der Tour de France gewann er erneut eine Etappe und trug das Gelbe Trikot für drei Tage, wobei er diesmal in der Gesamtwertung keine Rolle spielte. Sein Teamkollege Sam Bennett gewann zwei Sprint-Etappen und sorgte für den ersten Sieg in der Punktewertung seit Tom Boonen im Jahr 2007. Nach der Frankreich-Rundfahrt fanden die Weltmeisterschaften in Imola statt, wo sich Julian Alaphilippe seinen ersten Titel nach einem Solo von zwölf Kilometern sicherte. Im Anschluss bestritt er sein erstes Rennen im Regenbogentrikot bei Lüttich–Bastogne–Lüttich, wo er im Sprint um den Sieg aufgrund seiner gefährlichen Fahrweise auf den fünften Rang zurückversetzt wurde. Im Oktober ging Alaphilippe bei der Flandern-Rundfahrt an den Start, wo er sich in der entscheidenden Rennphase gemeinsam mit Mathieu van der Poel und Wout van Aert absetzte, ehe er mit einem Begleitmotorrad kollidierte und seine Saison verletzungsbedingt beenden musste. Nach der COVID-19 bedingten Rennpause stellte auch Remco Evenepoel sein Potential unter Beweis, als er mit der Burgos-Rundfahrt und Polen-Rundfahrt auch seine weiteren Etappenrennen gewann. Bevor er sein Grand-Tour-Debüt beim Giro d’Italia geben sollte, zog er sich bei der Lombardei-Rundfahrt schwere Verletzungen zu, als er in einer Abfahrt von einer Brücke fiel und rund neun Meter in die Tiefe stürzte. In Abwesenheit seines Kapitäns zeigte der 22-jährige João Almeida auf, der das Rosa Trikot auf der 3. Etappe übernahm und erst wenige Tage vor dem Ende der Rundfahrt abgeben musste. Schlussendlich belegte er mit einem Rückstand von rund drei Minuten den vierten Gesamtrang. Am Ende der Saison gewann Yves Lampaert die Classic Brugge-De Panne, ehe Sam Bennett für den dritten Grand Tour-Etappensieg bei der Vuelta a España sorgte. Sein Sprintkollege Fabio Jakobsen zog sich bei einem Sturz im Rahmen der Polen-Rundfahrt lebensgefährliche Verletzungen zu und fiel ebenso wie Julian Alaphilippe und Remco Evenepoel für den Rest des Jahres aus.

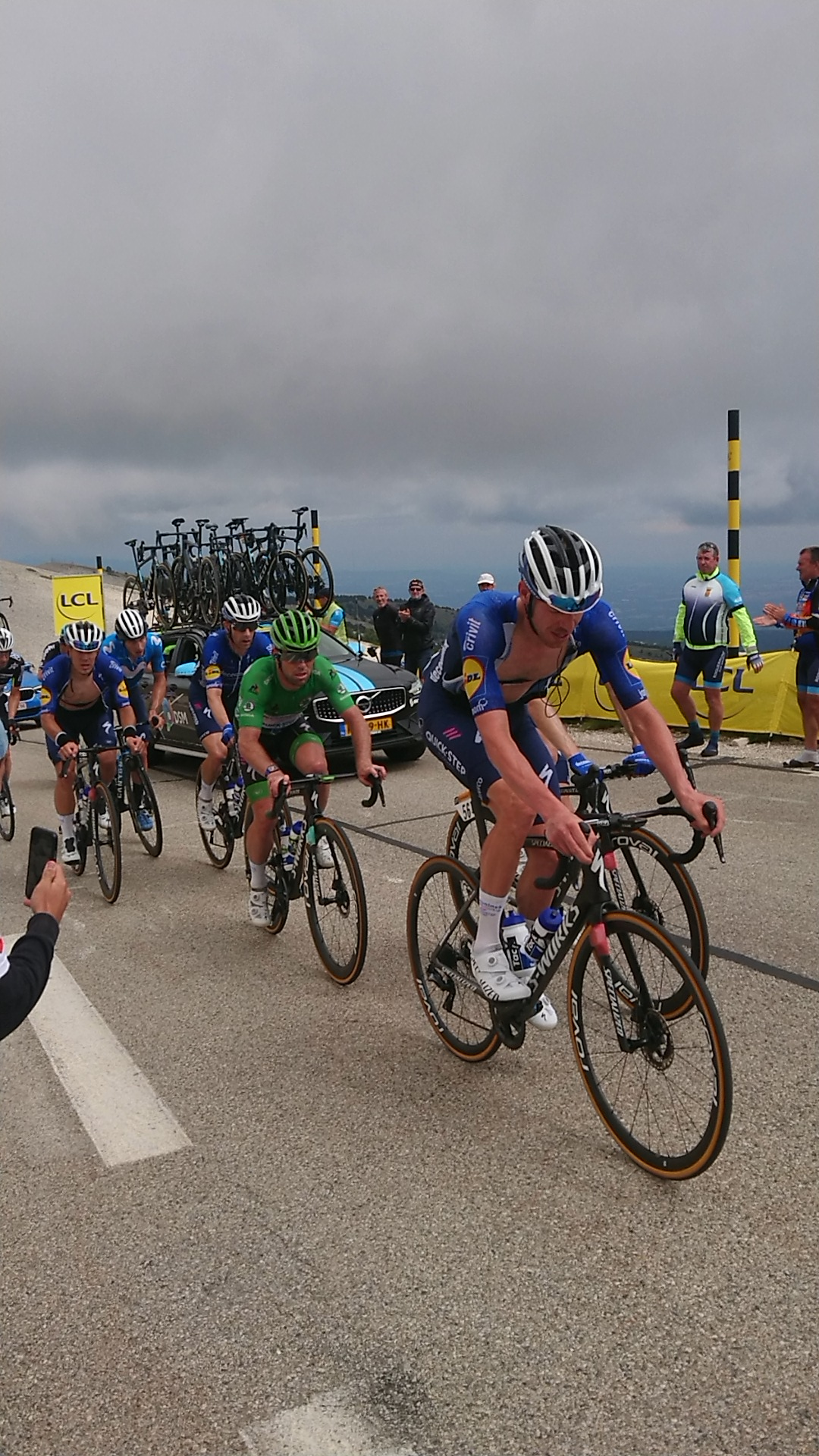
Mark Cavendish (grünes Trikot) kehrt im zur belgischen Mannschaft zurück und gewinnt vier Etappen, sowie die Punktewertung der Tour de France 2021.

Im Jahr 2021 kehrte der Mark Cavendish zu der belgischen Mannschaft zurück. Der zwischenzeitlich 35-jährige Brite hatte zuletzt jedoch nicht überzeugen können und stand kurz vor seinem Karriereende, ehe er einen Einjahresvertrag mit dem vorgeschriebenen Mindestgehalt erhielt. Mit Ilan Van Wilder sicherte sich die Mannschaft zudem die Dienste eines weiteren aufstrebenden Belgiers, während Bob Jungels die Mannschaft nach fünf Jahren verließ. Zu Beginn der Saison zeigte der Italiener Davide Ballerini mit mehreren Erfolgen auf, wobei er auch den Omloop Het Nieuwsblad im Massensprint gewann. Julian Alaphilippe blieb im Frühjahr zunächst hinter seinen Erwartungen zurück, stand jedoch als Zweiter auf dem Podium der Strade Bianche. Nach zwei Etappensiegen bei Paris–Nizza setzte sich Sam Bennett bei der Classic Brugge-De Panne durch, ehe Kasper Asgreen mit E3 Harelbeke das wichtigste Vorbereitungsrennen im Vorfeld der Flandern-Rundfahrt gewann. Bei dieser konnte der 26-jährige Däne als einziger Fahrer den Angriffen von Mathieu van der Poel folgen und triumphierte im abschließenden Sprint, womit er seinen bislang größten Erfolg einfuhr. Nachdem Paris–Roubaix nach der Absage im Vorjahr in den Herbst verschoben worden war, ging Julian Alaphilippe als Kapitän bei den Ardennen-Klassikern an den Start, wo er den Flèche Wallonne gewann und hinter Tadej Pogačar Zweiter von Lüttich–Bastogne–Lüttich wurde. Unterdessen gingen Mark Cavendish und der genesenen Fabio Jakobsen bei der Türkei-Rundfahrt an den Start, bei der Ersterer gleich vier Etappen gewann und sich somit um einen Startplatz bei der Tour de France ins Spiel brachte. Zudem kam es vermehrt zu Spannungen zwischen Sam Bennett und dem Teamchef Patrick Lefevere, was die Chancen des Briten weiter erhöhten. Nach langer Verletzungspause kehrte Remco Evenepoel im Rahmen des Giro d’Italia ins Renngeschehen zurück, ohne ein Vorbereitungsrennen bestritten zu haben. Der 21-jährige Belgier lieferte sich auf den ersten Etappen ein erbittertes Duell mit dem Kolumbianer Egan Bernal, ehe er auf der Schotteretappe des 11. Abschnitts viel Zeit einbüßte und das Rennen schlussendlich nach 17. Etappen aufgab. Nach dem Ausscheiden des Belgiers übernahm erneut João Almeida die Kapitänsrolle, wobei der junge Portugiese mit dem sechsten Gesamtrang erneut aufzeigte. Mit Mark Cavendish und Julian Alaphilippe ging die Deceuninck-Quick Step-Mannschaft im Anschluss ohne Gesamtklassement-Ambitionen bei der Tour de France an den Start, wobei der Weltmeister die 1. Etappe gewann und für einen Tag das Gelbe Trikot trug. Mark Cavendish zeigte mit früherer Dominanz auf und gewann vier Massensprints, womit er zum zweiten Mal die Punktewertung der Frankreich-Rundfahrt für sich entschied. Auch bei der Vuelta a España fokussierte sich die belgische Mannschaft auf Etappensieg, wobei Fabio Jakobsen gleich dreimal erfolgreich war und sich so in der Punktewertung durchsetzte. Florian Sénéchal steuerte einen weiteren Tageserfolg bei. Gegen Ende der Saison gewann João Almeida die Polen-Rundfahrt, während Remco Evenepoel die Belgien-Rundfahrt, Dänemark-Rundfahrt und die Coppa Bernocchi für sich entschied. Für einen gebührenden Saison-Abschluss sorgte der Franzose Julian Alaphilippe, der seinen Weltmeistertitel aus dem Vorjahr verteidigte.

### Quick-Step Alpha Vinyl Team (2022)

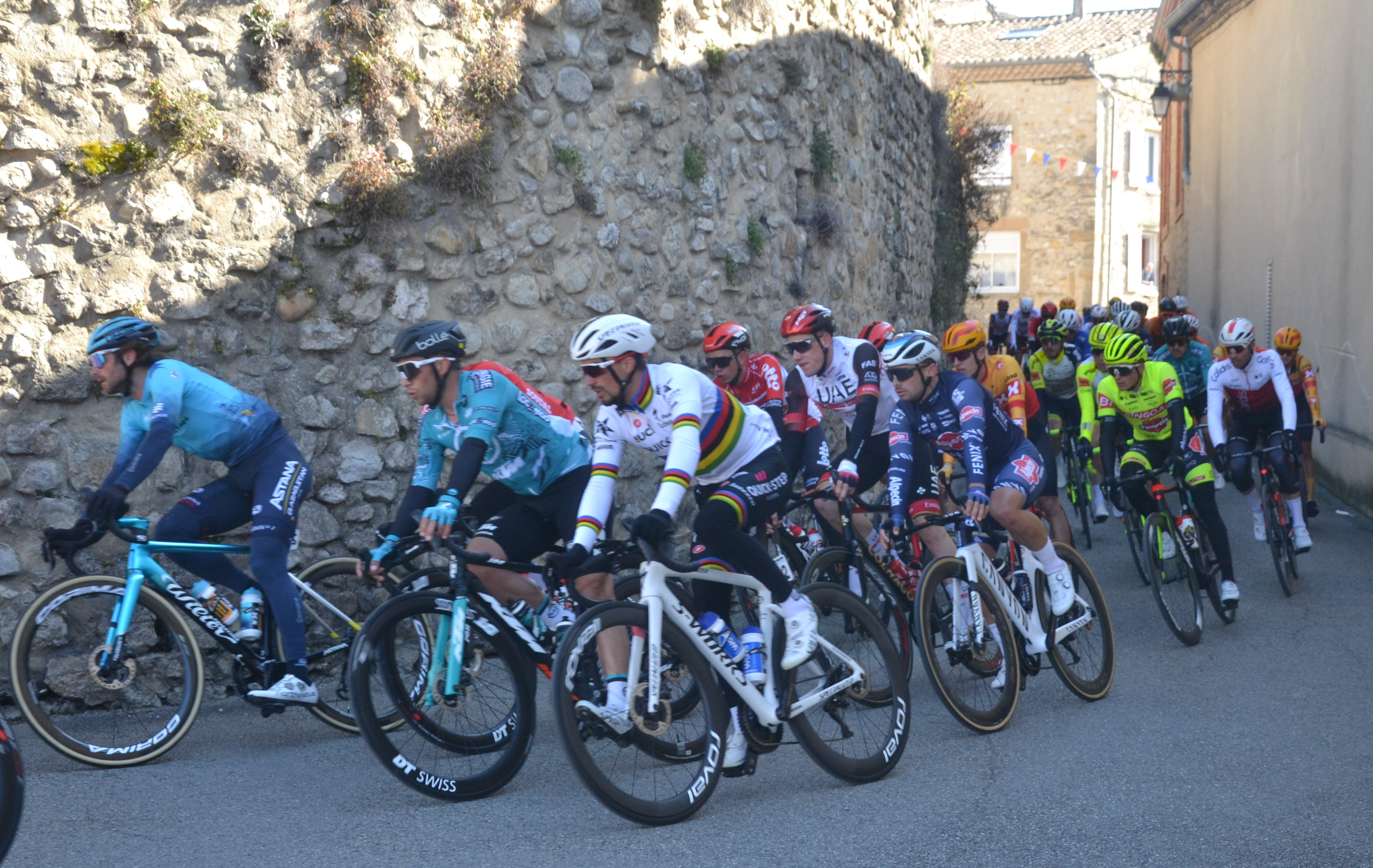
Julian Alaphilippe im Trikot des Weltmeisters

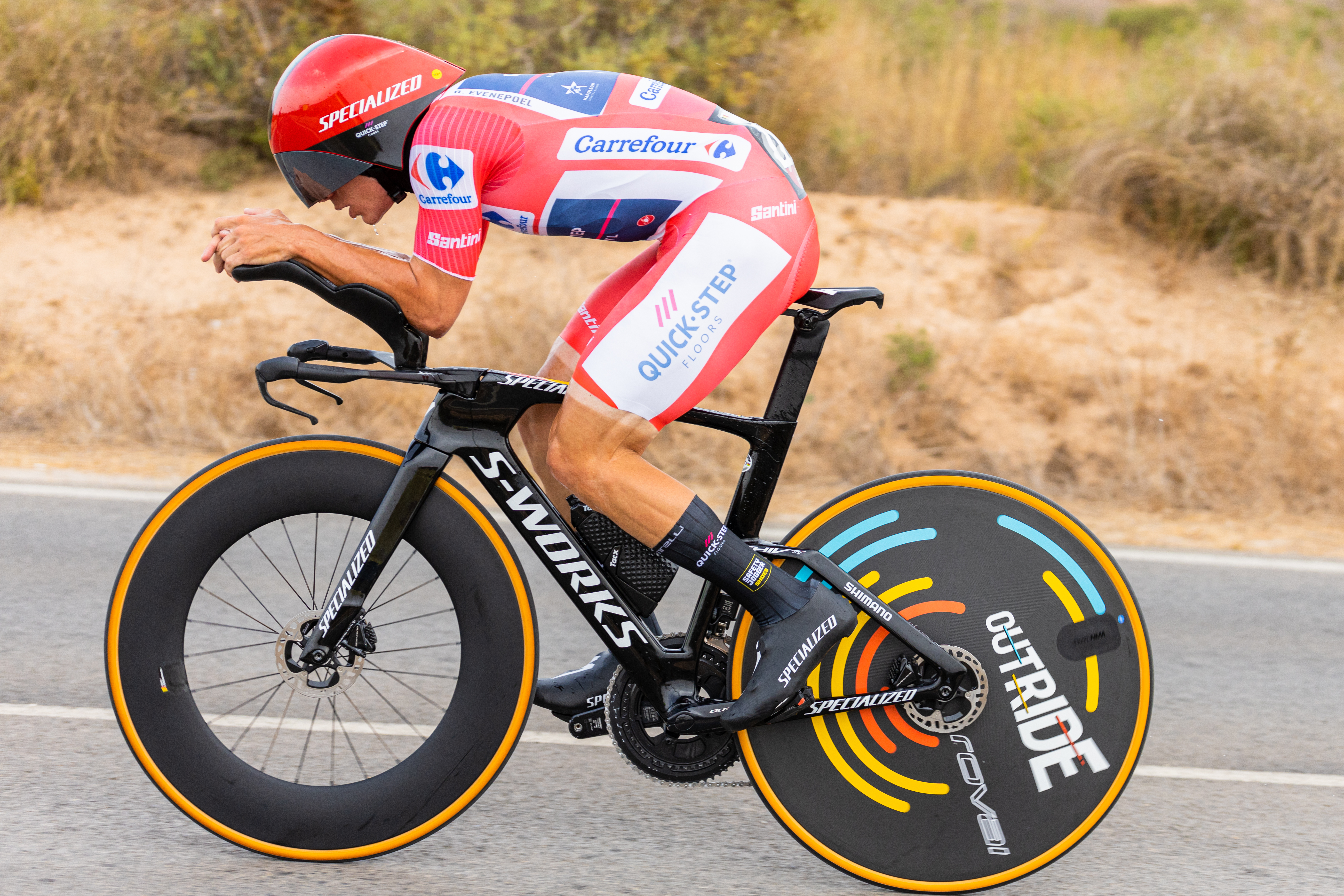
Remco Evenepoel gewinnt die Vuelta a España 2022 und wird wenige Wochen später Straßenradsport-Weltmeister.

Nach den Streitigkeiten im Vorjahr verließ Sam Bennett die belgische Mannschaft. Auch João Almeida wechselte das Team, da er seine Ambitionen als Gesamtklassement-Fahrer in der Gegenwart von Remco Evenepoel nicht erfüllen konnte. Deceuninck verließ die Mannschaft wurde neuer Co-Sponsor von Alpecin-Fenix, einer Mannschaft, die um den Klassiker-Spezialisten Mathieu van der Poel aufgebaut worden war. Das Team von Patrick Lefevere ging nun als Quick-Step Alpha Vinyl Team an den Start, wobei sich die Gesamtklassement-Ambitionen um Remco Evenepoel vermehrt in den Vordergrund drängten. Die damit einhergehende Transferpolitik spiegelte sich in den Ergebnissen bei den großen Eintagesrennen wider, wobei die Mannschaft mit Kuurne–Brüssel–Kuurne nur einen Kopfsteinpflaster-Klassiker für sich entscheiden konnte. Auch der Doppel-Weltmeister Julian Alaphilippe konnte im Frühjahr nicht an seine gewohnten Leistungen anschließen. Nachdem der zwischenzeitlich 29-jährige Franzose das Podest beim Flèche Wallonne verpasst hatte, ging er gemeinsam mit Remco Evenepoel bei Lüttich–Bastogne–Lüttich an den Start, wobei er sich bei einem Sturz schwere Verletzungen zuzog. Remco Evenepoel, der im Frühjahr bereits die Algarve-Rundfahrt gewonnen hatte, trat rund 30 Kilometer vor dem Ziel im Anstieg der Côte de La Redoute an und schloss als Solist zu den Ausreißern auf, ehe er auch diese distanzierte und sein erstes Monument des Radsports gewann. Beim Giro d’Italia und der Tour de France setzte das Quick-Step Alpha Vinyl Team auf seine Sprinter. Mark Cavendish gewann eine Etappe der Italien-Rundfahrt, ehe Fabio Jakobsen einen Abschnitt der Frankreich-Rundfahrt für sich entschied. Für ein weiteres Saisonhighlight sorgte der Belgier Yves Lampaert, der überraschend das Auftaktzeitfahren der Tour de France in Kopenhagen gewann und für einen Tag das Gelbe Trikot trug. Am Ende der Saison ging Remco Evenepoel erstmals als Kapitän bei der Vuelta a España an den Start. Nachdem er die Tour of Norway und die Clásica San Sebastián dominiert hatte, galt er neben dem Slowenen Primož Roglič als Favorit auf den Gesamtsieg. Auf der 6. Etappe konnte er sich erstmals von seinen Kontrahenten lösen und übernahm das Rote Trikot, ehe er seine Gesamtführung mit seinem ersten Grand-Tour-Etappensieg im Rahmen des Einzelzeitfahrens der 10. Etappe weiter ausbaute. Zwar konnte ihm Primož Roglič in der letzten Woche ein paar Sekunden abnehmen, doch nach dem Ausscheiden des Slowenen fixierte Remco Evenepoel im Alter von 22 Jahren den ersten Grand Tour-Sieg der belgischen Mannschaft, nachdem er auf dem 18. Abschnitt einen weiteren Etappensieg feierte. Nur einen Monat später holte er seine insgesamt dritte Medaille im Zeitfahren der Weltmeisterschaften, ehe er das Straßenrennen als Solist gewann und erstmals das Regenbogentrikot überstreifen durfte.

### Soudal Quick-Step (ab 2023)

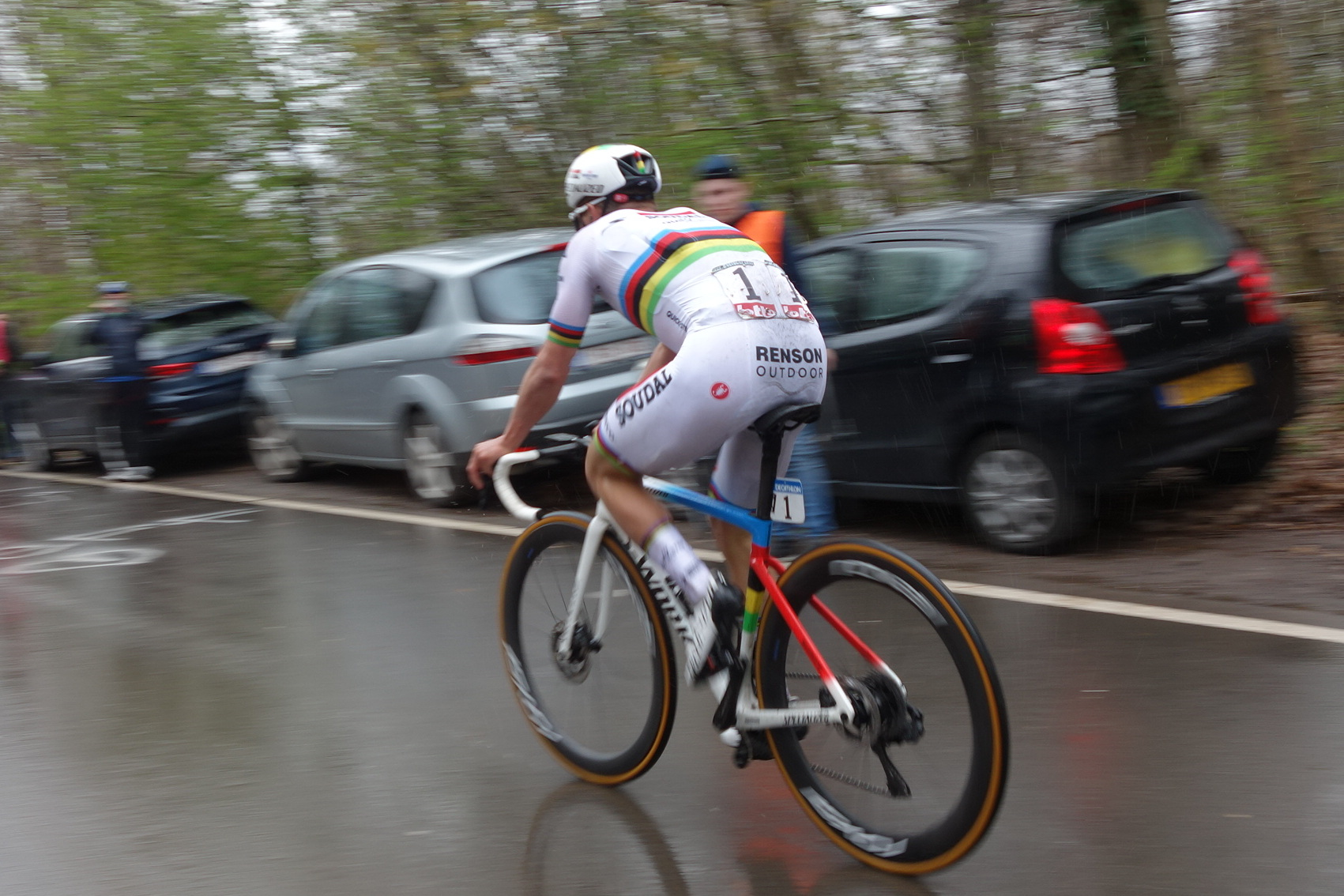
Als Weltmeister gewinnt Remco Evenepoel zum zweiten Mal Lüttich–Bastogne–Lüttich.

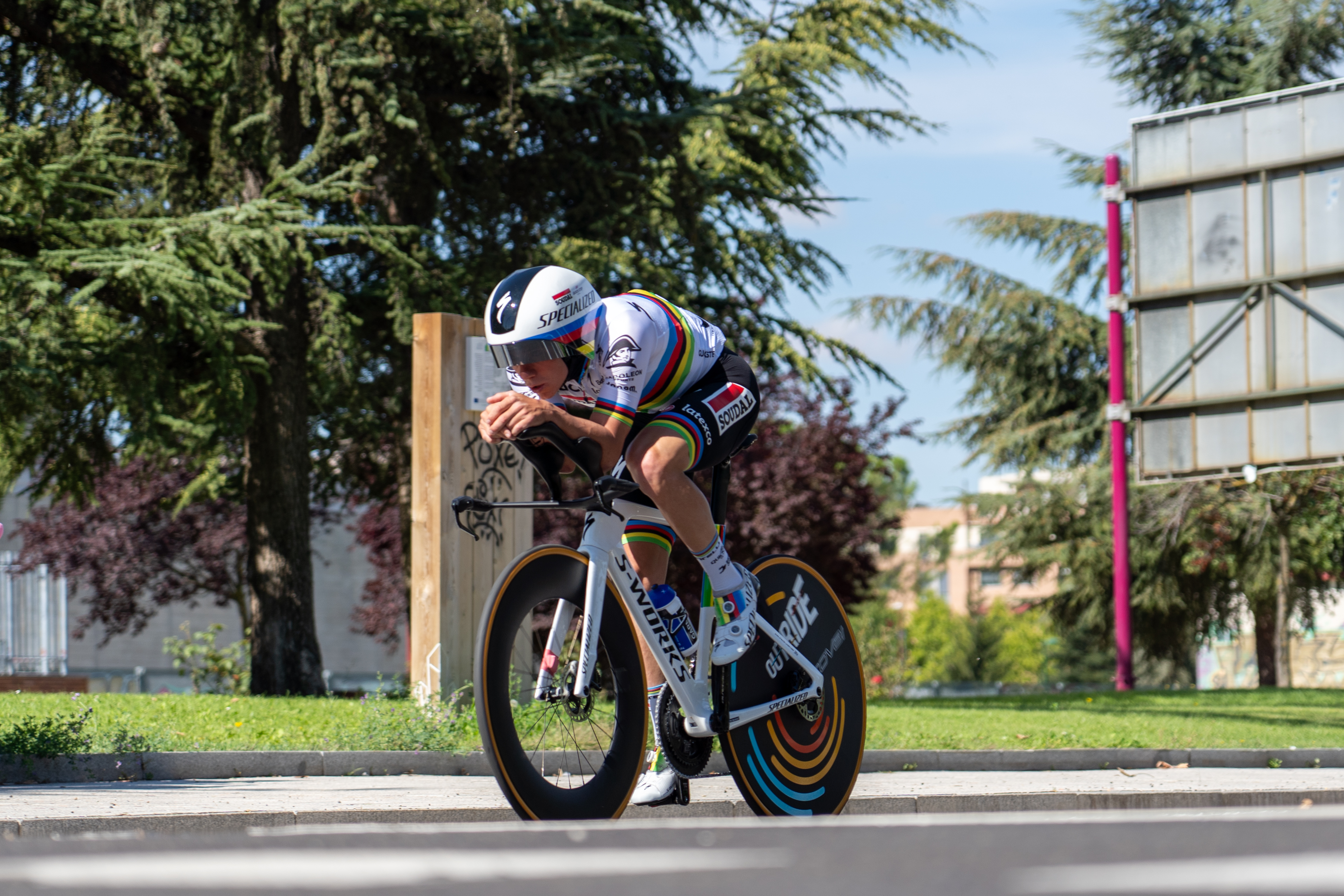
Im Anschluss konnte er seinen Titel bei der Vuelta a España als Zeitfahrweltmeister nicht verteidigen.

Ab dem Jahr 2023 stieg das belgische Unternehmen Soudal als neuer Hauptsponsor ein, nachdem es die jahrelange Kooperation mit der Lotto-Soudal-Mannschaft beendete. Nach zwei Jahren verließ Mark Cavendish die belgische Mannschaft, die sich in den Sprints nun um den 26-jährigen Fabio Jakobsen aufstellte. Mit Zdeněk Štybar, Iljo Keisse, Mikkel Frølich Honoré und Stijn Steels verließen gleich mehrere Klassiker-Fahrer die Mannschaft, die unterdessen verstärkt auf Remco Evenepoel abgestimmt worden war. Mit Jan Hirt erhielt der junge Belgier einen erfahrenen Helfer in den Bergen, während Tim Merlier als neuer Sprinter hinzukam. Bei den Frühjahres-Klassikern spielte das Team um Kasper Asgreen und Julian Alaphilippe nur noch eine untergeordnete Rolle, während sowohl Fabio Jakobsen als auch Tim Merlier mehrere Massensprints für sich entscheiden konnten. Für den ersten nennenswerten Erfolg sorgte Remco Evenepoel als er die UAE Tour gewann. Nachdem der Belgier sich bei der Katalonien-Rundfahrt nur knapp dem Slowenen Primož Roglič geschlagen geben musste, ging er als Titelverteidiger im Regenbogentrikot bei Lüttich–Bastogne–Lüttich an den Start, wo er wie im Vorjahr im Anstieg der Côte de la Redoute antrat und als Solist mit einem Vorsprung von mehr als einer Minute triumphierte. Das Rennen hätte zugleich den ersten großen Schlagabtausch mit dem Rad-Star Tadej Pogačar darstellen sollen, der das Rennen jedoch aufgrund eines Sturzes aufgab. Im Anschluss ging Remco Evenepoel als Mitfavorit beim Giro d’Italia an den Start, wo er das Auftaktzeitfahren gewann und erstmals in die Maglia Rosa schlüpfte. Nachdem er auch das Einzelzeitfahren der 9. Etappe gewonnen hatte, führte er die Gesamtwertung mit einem Vorsprung von 45 Sekunden an, ehe er die Rundfahrt aufgrund einer COVID-19-Infektion verlassen musste. Bei der Tour de France blieb die Mannschaft hinter ihren Erwartungen zurück, wobei Kasper Asgreen kurz vor dem Ende der Rundfahrt die 18. Etappe aus einer Ausreißergruppe gewann. Das schlechte Abschneiden seiner Fahrer veranlasste den Teamchef Patrick Lefevere zu kontroversen Aussagen, wobei er seine Kritik insbesondere auf Julian Alaphilippe lenkte, der in der gesamten Saison 2023 nur einen Tagessieg feierte. Im Vorfeld der Vuelta a España wurde Remco Evenepoel Dritter der Tour de Suisse und gewann zum dritten Mal die Clásica San Sebastián, ehe er Einzelzeitfahrweltmeister in Glasgow wurde. Bei der Spanien-Rundfahrt übernahm Evenepoel das Rote Trikot auf der 3. Etappe, die mit einer Bergankunft in Andorra zu Ende ging. Drei Tage später musste er es jedoch an einen Fahrer der Fluchtgruppe abgeben, ehe er auf der 13. Etappe im vorletzten Anstieg des Tages einbrach und seine Ambitionen im Gesamtklassement begraben musste. Während die Jumbo-Visma-Mannschaft mit Sepp Kuss, Jonas Vingegaard und Primož Roglič einen Dreifach-Sieg feierte, ging Remco Evenepoel vermehrt in Ausreißergruppen und gewann zwei weitere Etappen sowie die Bergwertung. Neben Remco Evenepoel zeigten auch Ilan Van Wilder und Andrea Bagioli am Ende der Saison auf. Die beiden siegten bei Tre Valli Varesine bzw. Gran Piemonte, ehe letzterer hinter Tadej Pogačar zweiter der Lombardei-Rundfahrt wurde.

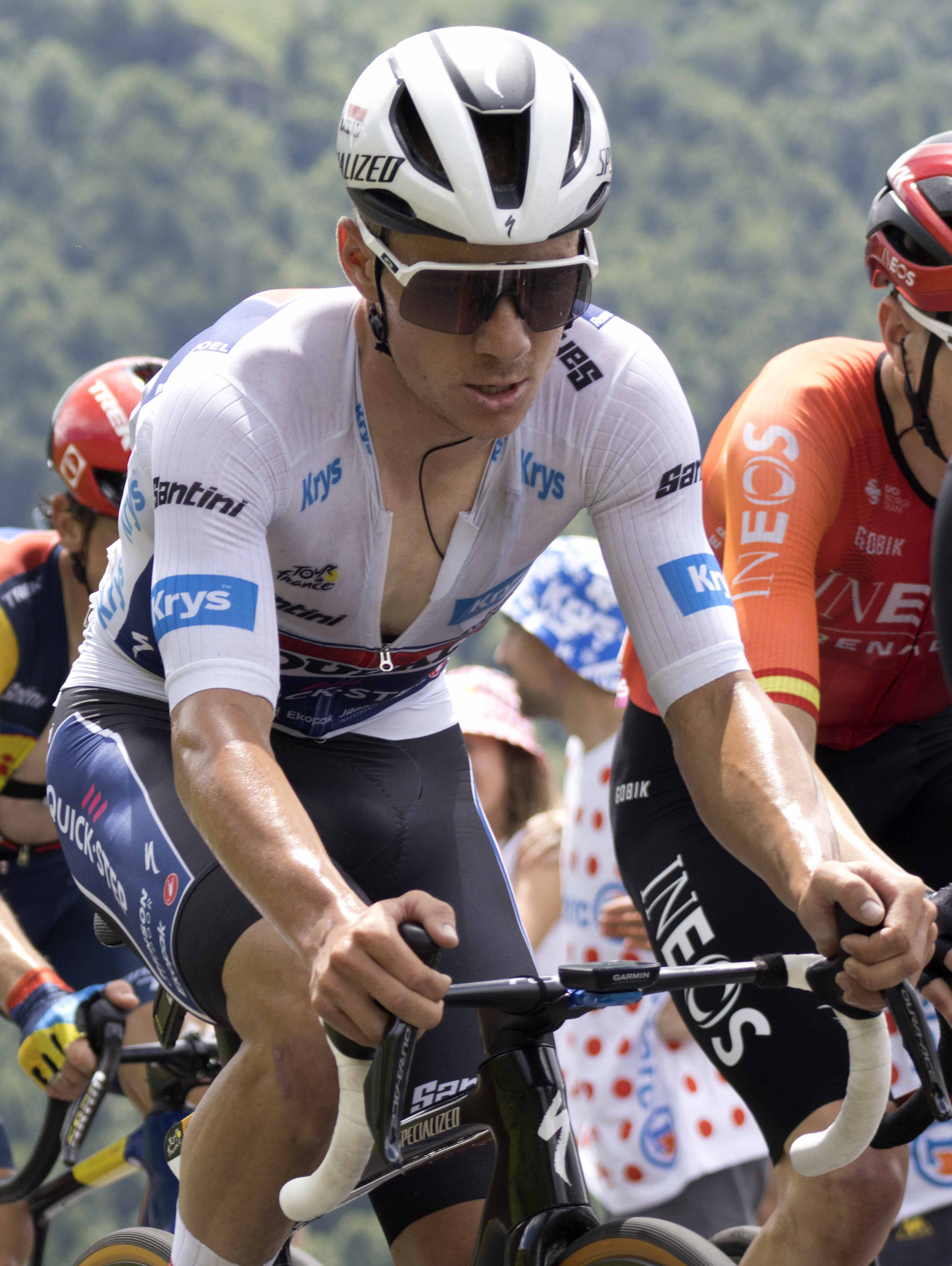
2024 gab Remco Evenepoel sein Tour-de-France-Debüt. Als bester Nachwuchsfahrer belegte er den dritten Gesamtrang.

Im Vorfeld der Saison 2024 stand eine Fusion mit der Jumbo-Visma-Mannschaft im Raum, wobei Richard Plugge als CEO an der Spitze des Teams stehen sollte. Nach heftiger Kritik von Seiten der des Soudal Quick-Step-Teams wurde der Zusammenschluss jedoch Anfang Oktober abgesagt und Patrick Lefevere als Teamchef bestätigt. Der zwischenzeitlich 68-jährige Langzeitchef stellte jedoch mit Jürgen Foré seinen späteren Nachfolger vor, wobei unklar war, wann dieser die Mannschaftsleitung übernehmen würde. Mit Mikel Landa sicherte sich das Soudal Quick-Step-Team einen wichtigen Helfer, der bereits Grand Tours auf dem Podium beendet hatte. Ein weiterer Neuzugang war der Nachwuchsfahrer William Junior Lecerf, während Fabio Jakobsen, Florian Sénéchal, Rémi Cavagna und Michael Mørkøv, sowie weitere Klassiker-Fahrer die Mannschaft verließen. Dies zeigte sich in den Leistungen bei den großen Eintagesrennen, wobei die Mannschaft erstmals in ihrer Geschichte weder bei der Flandern-Rundfahrt noch bei Paris–Roubaix einen Fahrer in den Top 10 platzieren konnte. Remco Evenepoel gewann zu Beginn der Saison die Figuera Classic, ehe er nach einem Gesamtsieg bei der Algarve-Rundfahrt Gesamtzweiter von Paris–Nizza wurde. Bei der Baskenland-Rundfahrt wurde er ebenso wie Jonas Vingegaard und Primož Roglič in einen Massensturz verwickelt, bei dem er sich mehrere Frakturen zuzog und eine längere Rennpause einlegen musste. Nach einem weiteren enttäuschenden Frühjahr gewann Julian Alaphilippe eine Etappe des Giro d’Italia nach einer langen Flucht und setzte damit erstmals seit langem wieder ein Ausrufezeichen. Durch Tim Merlier, der zum neuen Top-Sprinter aufgestiegen war, kamen drei weitere Etappensiege hinzu, während Jan Hirt als Achter in die Top 10 der Gesamtwertung fuhr. Nach seiner Genesung bereitete sich Remco Evenepoel auf seine erste Tour de France vor, wo er neben Tadej Pogačar, Jonas Vingegaard und Primož Roglič zu den Mitfavoriten zählte. Der Belgier präsentierte sich dabei als einer der stärksten Fahrer und beendete die Rundfahrt schlussendlich als bester Nachwuchsfahrer auf dem dritten Gesamtrang. Zudem gewann er das Einzelzeitfahren der 7. Etappe. Nur eine Woche später ging Evenepoel bei den Olympischen Spielen von Paris an den Start, wo er sich sowohl im Einzelzeitfahren als auch im Straßenrennen durchsetzte. Weiters verteidigte er in Zürich seinen Weltmeistertitel im Einzelzeitfahren und wurde am Ende der Saison hinter Tadej Pogačar Zweiter der Lombardei-Rundfahrt.
Nach elf Jahren verließ Julian Alaphilippe die Quick-Step-Mannschaft. Weiters verlor das Team mit Kasper Asgreen, Fausto Masnada und Jan Hirt weitere Leistungsträger. Die bekanntesten Neuzugänge sind Ethan Hayter, Valentin Paret-Peintre und Maximilian Schachmann, der nach sechs Jahren zu der belgischen Mannschaft zurückkehrt. Der Teamleader Remco Evenepoel zog sich bei einem Trainingssturz im Dezember mehrere Frakturen zu und wird voraussichtlich erst bei den Ardennen-Klassikern ins Renngeschehen einsteigen.

## Platzierungen in UCI-Ranglisten
UCI World Ranking
| World Ranking | World Ranking | World Ranking             | World Ranking |
| Jahr          | Teamwertung   | Einzelwertung             |               |
| ------------- | ------------- | ------------------------- | ------------- |
| 2016          | —             | Julian Alaphilippe (17. ) |               |
| 2017          | —             | Philippe Gilbert (10. )   |               |
| 2018          | —             | Elia Viviani (3. )        |               |
| 2019          | 1.            | Julian Alaphilippe (2. )  |               |
| 2020          | 2.            | Julian Alaphilippe (6. )  |               |
| 2021          | 1.            | Julian Alaphilippe (4. )  |               |
| 2022          | 6.            | Remco Evenepoel (3. )     |               |
| 2023          | 3.            | Remco Evenepoel (3. )     |               |
| 2024          | 3.            | Remco Evenepoel (2. )     |               |
|               |               |                           |               |
| Quelle: UCI   |               |                           |               |

UCI-Weltrangliste 2003/04
| Saison | Team | Fahrer             |
| ------ | ---- | ------------------ |
| 2003   | 2.   | Paolo Bettini (1.) |
| 2004   | 7.   | Paolo Bettini (2.) |

UCI ProTour
| Saison | Team | Fahrer              |
| ------ | ---- | ------------------- |
| 2005   | 12.  | Tom Boonen (2.)     |
| 2006   | 13.  | Tom Boonen (7.)     |
| 2007   | 5.   | Tom Boonen (21.)    |
| 2008   | 8.   | Stijn Devolder (7.) |

UCI World Calendar
| Saison | Team | Fahrer            |
| ------ | ---- | ----------------- |
| 2009   | 8.   | Allan Davis (11.) |
| 2010   | 16.  | Tom Boonen (18.)  |

UCI World Tour
| Saison | Team | Fahrer                   |
| ------ | ---- | ------------------------ |
| 2011   | 16.  | Tom Boonen (30.)         |
| 2012   | 4.   | Tom Boonen (3.)          |
| 2013   | 7.   | Michał Kwiatkowski (23.) |
| 2014   | 4.   | Michał Kwiatkowski (16.) |
| 2015   | 4.   | Rigoberto Urán (13.)     |
| 2016   | 7.   | Daniel Martin (10.)      |
| 2017   | 2.   | Philippe Gilbert (10.)   |
| 2018   | 1.   | Elia Viviani (6.)        |

## Mannschaft 2025
| Teamkader 2025          | Teamkader 2025     | Teamkader 2025         | Teamkader 2025                             |
| Name                    | Geburtsdatum       | Land                   | Vorheriges Team                            |
| ----------------------- | ------------------ | ---------------------- | ------------------------------------------ |
| Ayco Bastiaens          | 3. Juni 1996       | Belgien                | Alpecin-Deceuninck Development Team (2023) |
| Mattia Cattaneo         | 25. Oktober 1990   | Italien                | Androni Giocattoli-Sidermec (2019)         |
| Josef Černý             | 11. Mai 1993       | Tschechien             | CCC Team (2020)                            |
| Pascal Eenkhoorn        | 8. Februar 1997    | Niederlande            | Lotto Dstny (2024)                         |
| Remco Evenepoel         | 25. Januar 2000    | Belgien                | Acrog-Pauwels-Sauzen-Balen BC (2018)       |
| Gianmarco Garofoli      | 6. Oktober 2002    | Italien                | Astana Qazaqstan Team (2024)               |
| Gil Gelders             | 16. Dezember 2002  | Belgien                | Soudal Quick-Step Devo Team (2023)         |
| Ethan Hayter            | 18. September 1998 | Vereinigtes Königreich | Ineos Grenadiers (2024)                    |
| Antoine Huby            | 19. Januar 2001    | Frankreich             | Vendée U Pays de la Loire (2023)           |
| James Knox              | 4. November 1995   | Vereinigtes Königreich | Team Wiggins (2017)                        |
| Yves Lampaert           | 10. April 1991     | Belgien                | Topsport Vlaanderen-Baloise (2014)         |
| Luke Lamperti           | 31. Dezember 2002  | Vereinigte Staaten     | Trinity Racing (2023)                      |
| Mikel Landa             | 13. Dezember 1989  | Spanien                | Bahrain Victorious (2023)                  |
| Junior Lecerf           | 15. Oktober 2002   | Belgien                | Soudal Quick-Step Devo Team (2023)         |
| Paul Magnier            | 14. April 2004     | Frankreich             | Trinity Racing (2023)                      |
| Tim Merlier             | 30. Oktober 1992   | Belgien                | Alpecin-Deceuninck (2022)                  |
| Valentin Paret-Peintre  | 14. Januar 2001    | Frankreich             | Decathlon-AG2R La Mondiale (2024)          |
| Casper Pedersen         | 15. März 1996      | Dänemark               | Team DSM (2022)                            |
| Andrea Raccagni Noviero | 26. Januar 2004    | Italien                | Soudal Quick-Step Devo Team (2024)         |
| Pepijn Reinderink       | 4. Mai 2002        | Niederlande            | Soudal Quick-Step Devo Team (2023)         |
| Maximilian Schachmann   | 9. Januar 1994     | Deutschland            | Red Bull-Bora-Hansgrohe (2024)             |
| Pieter Serry            | 21. November 1988  | Belgien                | Topsport Vlaanderen-Mercator (2012)        |
| Martin Svrček           | 17. Februar 2003   | Slowakei               | Biesse-Carrera (2022)                      |
| Dries Van Gestel        | 30. September 1994 | Belgien                | TotalEnergies (2024)                       |
| Bert Van Lerberghe      | 29. September 1992 | Belgien                | Cofidis, Solutions Crédits (2019)          |
| Ilan Van Wilder         | 14. Mai 2000       | Belgien                | Team DSM (2021)                            |
| Warre Vangheluwe        | 23. Juli 2001      | Belgien                | Soudal Quick-Step Devo Team (2023)         |
| Mauri Vansevenant       | 1. Juni 1999       | Belgien                | EFC-L&R-Vulsteke (2019)                    |
| Louis Vervaeke          | 6. Oktober 1993    | Belgien                | Alpecin-Fenix (2021)                       |
| Jordi Warlop            | 4. Juni 1996       | Belgien                | Soudal Quick-Step Devo Team (2023)         |
|                         |                    |                        |                                            |
| Quelle: ProCyclingStats |                    |                        |                                            |